# Traité d'instrumentation et d'orchestration
Vous lisez un « article de qualité » labellisé en 2014.
Grand traité d'instrumentation et d'orchestration modernes
Le Traité d’instrumentation et d’orchestration est un ouvrage publié par Hector Berlioz en 1844, traitant de composition musicale, considérée du point de vue des instruments et de l'orchestre. Une seconde édition, revue et augmentée, paraît en 1855 avec Le Chef d'orchestre, théorie de son art, essai consacré à la direction d'orchestre.
Dédié au roi de Prusse Frédéric-Guillaume IV, illustré de nombreuses citations d'opéras et d'œuvres symphoniques des grands maîtres classiques à partir de Mozart, le Traité aborde la technique des différentes familles d'instruments de musique, leurs tessitures, leurs modes de transposition, leurs dynamiques et leur agilité, mais aussi le caractère particulier de leurs timbres et les possibilités offertes par leur association. Berlioz donne ensuite un aperçu des possibilités d'écriture et d'organisation pour l'orchestre tel qu'il se présentait au XIXe siècle.
Malgré son caractère théorique, l'auteur a intégré cet ouvrage, traduit de son vivant en anglais, en allemand, en espagnol et en italien, comme « œuvre 10 » dans le catalogue de ses œuvres.
« Bon guide pour la connaissance et l'emploi des ressources de l'orchestre », selon François-Joseph Fétis en 1868, devenu une « véritable bible pour les apprentis compositeurs, encore de nos jours », selon Henry Barraud en 1989, le Traité de Berlioz demeure un ouvrage de référence en musicographie et une source d'inspiration majeure pour les compositeurs et musiciens d'orchestre, par son approche nouvelle de la musique, considérée comme « matière sonore » s'exprimant dans l'espace-temps.

## Contexte

### Influences révolutionnaires
À la fin de l'âge classique, « on observe l'expansion des instruments à vent, ce qui signifie utilisation de nouvelles couleurs et techniques de jeu, immédiatement introduits dans l'orchestre de l'opéra par Jean-Philippe Rameau puis, à l'époque de la Révolution, dans les musiques de plein air qui réinventent déjà le paramètre de la localisation sonore ou du lieu de production du son ». Selon Dominique Catteau, « dès que la multiplication — mathématique et républicaine — fut venue accroître dans des proportions considérables la taille des masses mises en jeu, celle des salles, des orchestres et des foules de spectateurs, la dimension spatiale des sons ne pouvait plus être ignorée. En ce sens, Berlioz hérite directement des musiciens révolutionnaires de France, bien avant que de Beethoven ou de Weber ».

Au premier rang de ces compositeurs « révolutionnaires », il convient de citer Jean-François Lesueur et Antoine Reicha, qui furent les professeurs de Berlioz au Conservatoire. Dans ses Mémoires, celui-ci se défend pourtant d'avoir subi leur influence : 

« Mes deux maîtres ne m’ont rien appris en instrumentation. Lesueur n’avait de cet art que des notions fort bornées. Reicha connaissait bien les ressources particulières de la plupart des instruments à vent mais je doute qu’il ait eu des idées très avancées au sujet de leur groupement par grandes et petites masses. D'ailleurs, cette partie de l'enseignement, qui n’est point encore maintenant représentée au Conservatoire, était étrangère à son cours, où il avait à s'occuper seulement du contrepoint et de la fugue. »

Dans un article consacré à « Berlioz et Reicha — une relation ambiguë », Rémy Stricker souligne, au contraire, l'influence décisive du Traité de haute composition musicale paru en 1826, l'année où Berlioz entre dans la classe de contrepoint de Reicha. Dans cet ouvrage, le compositeur tchèque propose le développement d'un « orchestre idéal » de 186 musiciens, organisé en grandes et petites masses, préfiguration de l'orchestre décrit plus en détail dans le futur Traité de son élève : « Que Berlioz n'ait pas connu les partitions de Reicha est fort possible. Qu'il ait ignoré le texte de ce Traité est moins vraisemblable ». Par ailleurs, « comme dans un mouvement de remords », les Mémoires témoignent d'une grande reconnaissance à l'égard de ses deux anciens professeurs. En tant que critique, Berlioz ne manque pas « de rendre hommage à ses devanciers, dans plusieurs articles où il loue le travail de Reicha ».

### Feuilletons

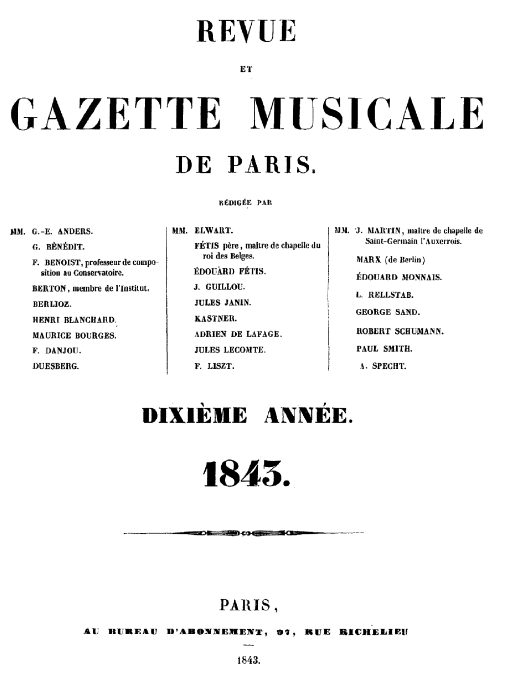
Revue et gazette musicale de Paris, en 1843, année de la publication du Traité. Berlioz est mentionné parmi les rédacteurs (première colonne, cinquième nom).

Le Traité d'instrumentation et d'orchestration a d'abord paru dans la Revue et gazette musicale de Paris, sous forme de feuilletons, du 21 novembre 1841 au 17 juillet 1842, sous le titre De l'instrumentation. L'intérêt porté à cet aspect de la musique était relativement nouveau. Quelques traités avaient déjà paru, de Vandenbroek, vers 1794, de Francœur révisé par Choron en 1827, et de Catrufo en 1832, mais Berlioz est le premier à considérer les différents instruments composant l'orchestre d'un point de vue interactif.
Dans sa biographie du compositeur, David Cairns considère comme une « incitation immédiate » la publication de deux manuels de son ami Georges Kastner : Berlioz rend compte du second, le Cours d'instrumentation considérée sous les rapports poétiques et philosophiques de l'art, en octobre 1839. Cependant, le compositeur du Requiem ne pouvait manquer d'en déplorer les lacunes : il restait de la place pour un autre ouvrage, plus exhaustif et plus à jour. De fait, « Berlioz aurait certainement entrepris de rédiger son propre traité, même sans l'aiguillon de celui de Kastner », l'ouvrage entrepris faisant la synthèse de près de vingt années d'expériences et de recherches dans ce domaine.
Selon Joël-Marie Fauquet, dès ces premiers feuilletons, dont les héros sont les instruments de l'orchestre, « on passe de l'instrumentation qui est une science à l'orchestration qui est un art ». Claude Ballif observe par ailleurs que « la rédaction d'un Traité d'instrumentation » représentait pour Berlioz « un travail de circonstance, dont l'influence didactique et esthétique devait pourtant être durable ».
Considérant l'ouvrage achevé, Henry Barraud porte la distinction entre instrumentation et orchestration sur un plan plus élevé : « Instrumenter, c'est répartir au mieux, entre les instruments de l'orchestre, une musique préexistante. Orchestrer, c'est donner aux combinaisons des timbres, à leurs rapports et à leur succession, une valeur intrinsèque, c'est les faire entrer dans la composition, dans la conception même de l'œuvre comme un élément tout aussi essentiel, tout aussi organique que la mélodie, l'harmonie et le rythme. Telle est la trouvaille de génie que le monde doit à ce puissant créateur », une véritable révolution copernicienne dans le domaine de la musique.
La proposition de Berlioz constitue ainsi un aboutissement et un nouveau départ. Alain Louvier considère « cet orchestre que deux siècles ont patiemment assemblé. Un homme de génie va le faire exploser : les recherches les plus avancées du XXe siècle sont encore redevables à Berlioz d'avoir pressenti tout le parti que l'on pouvait tirer d'une telle quantité d'instruments divers ».

## Publication

### Édition originale
Le Traité complet est imprimé pour le compte des éditions Schonenberger à la fin de l'année 1843. Berlioz avait signé le contrat de vente exactement un an auparavant, obtenant une avance de 2 500 francs. Il corrige les épreuves jusqu'au début du mois de juin et, le 23 décembre 1843, les premiers exemplaires sont envoyés à Meyerbeer et au roi de Prusse. L'année officielle de publication est 1844. L'ouvrage, disponible en librairie dès le mois de janvier, devait d'abord se vendre par souscription. Celle-ci est close dès le 15 mars, témoignant du succès de l'entreprise.
Certains instruments, abordés dans les feuilletons, ne figurent pas dans l'édition définitive : le luth, le baryton, le flageolet, la flûte en sol et le tympanon, instruments anciens dont le compositeur reconnaissait les qualités musicales, mais dont il craignait qu'ils ne soient « perdus tout à fait, puisque personne n'en joue plus ». Dès lors, la question se pose : « Berlioz préconise-t-il vraiment l'emploi des instruments dits de l'époque ? » À propos du luth, il observe en effet que l'on ne trouve personne à Paris « capable d'exécuter le passage où Sébastien Bach l'a employé dans son oratorio de La Passion. N'est-ce pas dommage ? Et devrait-on ainsi laisser se perdre des instruments agréables et illustrés, d'ailleurs, par le rôle que leur ont confié les plus grands maîtres dans leurs chefs-d'œuvre ? »
Berlioz se montre ainsi « homme de progrès, il soutient les créateurs d'instruments nouveaux, mais il est encore attiré par certains sons des instruments anciens ». En contrepartie, les articles du Traité sont développés jusqu'à prendre en compte la technique des virtuoses : Paganini est cité en exemple dans l'article consacré au violon, et Elias Parish Alvars est sollicité pour l'article consacré à la harpe. Surtout, la présence de soixante-six exemples musicaux représente la différence la plus importante entre les articles réunis sous le titre De l'instrumentation et la première édition du Traité.
L'écriture des instruments est présentée dans le Traité au moyen de citations de partitions des « grands maîtres classiques », de Mozart, Gluck, Beethoven, Weber, Spontini, Méhul, Rossini, Meyerbeer et Halévy, mais aussi, en dernier recours, de Berlioz lui-même. L'auteur fait preuve d'une réserve qui contraste fortement avec sa réputation d'artiste « romantique » égocentrique. Berlioz emploie toujours des périphrases impersonnelles lorsqu’il cite ses propres œuvres pour illustrer son propos. Il évoque ainsi « le scherzo d'une symphonie », « l'adagio d'une de mes symphonies » ou « une messe de Requiem moderne » pour présenter des instruments ou des effets qu'il fut le premier à employer.

### Dédicace
Le Traité d'instrumentation et d'orchestration est dédié au roi de Prusse Frédéric-Guillaume IV, qui avait montré une grande bienveillance à l'égard du musicien français, au terme d'une tournée de concerts entamée à Stuttgart au mois de décembre 1842. Berlioz annonce son intention dans une lettre à son père, le 14 mars 1843. Le souverain prussien accepte cette dédicace le même mois, et modifie son emploi du temps pour pouvoir assister à une audition de Roméo et Juliette à Berlin. Suzanne Demarquez voit dans cette dédicace un gage de reconnaissance du compositeur revenu à Paris en mai 1843, « chargé de lauriers », pour « l'amicale familiarité que Frédéric-Guillaume IV lui témoignait, jointe à son goût pour la musique » : Berlioz, invité au palais de Sans-Souci à plusieurs reprises, est décoré de la croix de l'Aigle rouge en 1847.
Le Traité, présenté comme Œuvre 10, « doit être le seul ouvrage de son genre doté d'un numéro d'opus », pour « souligner le côté créateur de son mélange unique de pédagogie et de lyrisme ».

### Éditions en traduction
Dès le 22 janvier 1843, Berlioz avait accepté la proposition de l'éditeur Ricordi de publier une traduction du Traité d'instrumentation et d'orchestration en italien. Le succès de l'édition parisienne incite deux maisons d'édition allemandes, Schlesinger à Berlin et Breitkopf & Härtel à Leipzig, à publier le Traité de Berlioz dans le courant de l'année 1844, dans deux traductions différentes.
La traduction du Traité en anglais coïncide avec l'édition revue et augmentée par Berlioz. L'éditeur Alfred Novello avait d'abord commandé une série d'articles consacrés à « l'Art du chef d'orchestre », en juillet 1855. Tout en rédigeant ce nouveau chapitre de son ouvrage jusqu'en septembre, Berlioz profite de son séjour à Londres pour signer un nouveau contrat d'édition, pour la somme forfaitaire de 40 livres. Le Chef d'orchestre, théorie de son art paraît en huit feuilletons dans la Revue et Gazette Musicale, du 6 janvier au 2 mars 1856. La traduction anglaise réalisée par la sœur de l'éditeur Novello, Mary Cowden Clarcke, est publiée la même année, en quatre feuilletons, dans le Musical Times, du 1er mai au 1er août.

## Introduction

### Généalogie de la musique
Dans une étude parue en 1969, pour le centenaire de la mort de Berlioz, Suzanne Demarquez juge l'introduction du Traité d'instrumentation et d'orchestration « assez ironique, pour ne pas dire acerbe ». Berlioz présente le sujet de son ouvrage comme un fait d'actualité : « À aucune époque de l'histoire de la musique on n'a parlé autant qu'on le fait aujourd'hui de l'instrumentation. […] On semble attacher à présent beaucoup de prix à cet art d'instrumenter qu'on ignorait au siècle dernier et dont, il y a soixante ans, beaucoup de gens, qui passaient pour de vrais amis de la musique, voulurent empêcher l'essor ».
En déclarant qu'« il en fut toujours ainsi », le compositeur brosse une esquisse chronologique des innovations et des réactions dans le domaine musical, toujours en cinq étapes : tradition, innovation du génie, scandale des critiques, exagération des imitateurs, assimilation dans une tradition nouvelle. De fait, Berlioz décrit un processus qu'Edgard Varèse résumerait, un siècle plus tard, comme un aphorisme : « Chaque maillon de la chaîne de la tradition a été forgé par un révolutionnaire ».
Ainsi, « on n'a d'abord voulu voir de musique que dans les tissus d'harmonies consonantes. Quand Monteverdi tenta de leur adjoindre la dissonance de septième sur la dominante, le blâme, les menaces et les invectives de toute espèce ne lui manquèrent pas ». Puis « on en vint, du moins parmi ceux qui s'appelaient savants, à mépriser toute composition dont l'harmonie eût été simple, douce, claire, sonore, naturelle ».
« La mélodie n'existait pas au milieu de toutes ces belles combinaisons. Quand elle apparut, on cria à la ruine de l'art, à l'oubli des règles consacrées, etc. etc. Tout était perdu évidemment », mais Berlioz fait suivre les protestations par l'exagération de mélodistes fanatiques : « Ils ne voulurent pas du tout d'accompagnement, et Rousseau prétendit que l'harmonie était une invention barbare ».
« Le tour des modulations arriva », et Berlioz conclut, pour ces trois premières composantes de la composition musicale : « Le temps a remis peu à peu chaque chose à sa place. On a distingué l'abus de l'usage, la vanité réactionnaire de la sottise et de l'entêtement, et on est généralement disposé à accorder aujourd'hui, en ce qui concerne l'harmonie, la mélodie et les modulations, que ce qui produit un bon effet est bon, que ce qui en produit un mauvais est mauvais, et que l'autorité de cent vieillards, eussent-ils cent vingt ans chacun, ne nous ferait pas trouver laid ce qui est beau, ni beau ce qui est laid ».
Dans ses Portraits et Souvenirs, publiés en 1900, Camille Saint-Saëns s’étonnait déjà devant cet « avant-propos de quelques lignes, sans rapport avec le sujet, où l'auteur s'élève contre les musiciens qui abusent des modulations et ont du goût pour les dissonances, comme certains animaux en ont pour les plantes piquantes, les arbustes épineux (que dirait-il donc aujourd'hui !) Puis il aborde l'étude des instruments de l'orchestre et mêle aux vérités les plus solides, aux conseils les plus précieux, des assertions étranges ».
Berlioz passe, en effet, « à l'instrumentation, à l'expression et au rythme » en considérant que « l'instrumentation marche la première : elle en est à l'exagération ».

### Musique: Théorie ou pratique

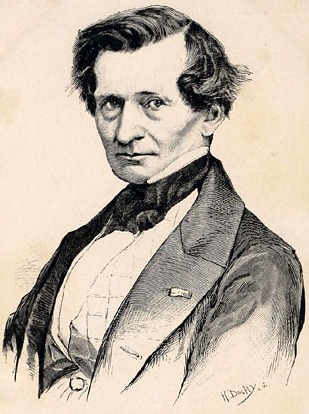
Lithographie de Berlioz en 1855, lorsque paraît l'édition revue et augmentée du Traité d'instrumentation et d'orchestration.

Dans la nouvelle Gambara, publiée quatre ans plus tôt que les articles de Berlioz, dans les mêmes conditions, sous forme de feuilletons pour la Revue et gazette musicale de Paris, du 23 juillet au 20 août 1837, Honoré de Balzac rapporte l’opinion suivante : 

« La musique existe indépendamment de l'exécution, dit le chef d'orchestre qui malgré sa surdité avait saisi quelques mots de la discussion. En ouvrant la Symphonie en ut mineur de Beethoven, un homme de musique est bientôt transporté dans le monde de la Fantaisie sur les ailes d'or du thème en sol naturel, répété en mi par les cors. Il voit toute une nature tour à tour éclaircie par d’éblouissantes gerbes de lumières, assombrie par des nuages de mélancolie, égayée par des chants divins. »

À ce point de vue théorique s’oppose l'opinion toute pratique d'un compositeur comme Saint-Saëns, précisément à propos de la musique de Berlioz : « Celui qui lit ses partitions sans les avoir entendues ne peut s'en faire aucune idée ; les instruments paraissent disposés en dépit du sens commun ; il semblerait, pour employer l'argot du métier, que cela ne dût pas sonner ; et cela sonne merveilleusement. S'il y a peut-être, çà et là, des obscurités dans le style, il n'y en a pas dans l'orchestre : la lumière l'inonde et s'y joue comme dans les facettes d’un diamant. »
Pour Dominique Catteau, une simple « lecture » de l'art musical est philosophiquement indéfendable : Berlioz, compositeur et chef d'orchestre, « illustre grandement l'affirmation lucide du matérialisme et son indispensable dépassement. […] Il faut se rappeler que la musique est faite, dans son essence, de sonorités tirées d'instruments de bois, de cordes, de peaux et de métal : sans matière, pas de musique ». Mais aussi bien « il faut tout faire pour le faire oublier. Si l'auditeur ne peut mettre entre parenthèses ni l'instrument ni l'instrumentiste, l'accès véritable à la musicalité du concert lui restera fermé : rien que la matière, et pas de musique non plus ».

Cette double affirmation permet d'aborder le Traité d'instrumentation et d'orchestration dans la profondeur de son message esthétique, toujours présent, même si « Berlioz ne se présente jamais comme un professeur ».

### Plan duTraité
Dans son ouvrage Hector Berlioz ou la philosophie artiste, Dominique Catteau relève d'abord la division en deux grandes parties que semblerait indiquer le titre général du Traité : instrumentation et orchestration. Or, « cette grande division de l’ouvrage apparaît tellement disproportionnée qu’elle finit par se révéler intenable, ou en tout cas intenue par Berlioz lui-même. Ainsi l'édition Lemoine accorde 292 pages à l’instrumentation, contre… 5 seulement à l’orchestre ».
Ce déséquilibre apparent témoigne, selon lui, d'une stratégie du compositeur. Ainsi, Berlioz « ayant déjà traité sans le dire de l'art d'orchestrer tout au long de la partie sur l'instrumentation, il ne lui restait plus qu'à ouvrir une dernière subdivision, non plus sur l'orchestration — tout était déjà dit — mais sur un dernier instrument pas encore envisagé comme tel dans les études séparées qui précédaient, à savoir l'orchestre ».
Cette observation permet de montrer que les articles consacrés par Berlioz à chaque instrument ou famille d'instruments suivent, en réalité, le schéma suivant :
1. science de l'étendue et des mécanismes de chaque instrument,
2. étude du timbre et de la coloration,
3. étude des procédés combinatoires, ou orchestration.

## Instrumentation

### Instrumentation classique
Berlioz aborde les instruments à cordes de la manière suivante :
1. Instruments à cordes frottées du quatuor classique : violon[T 5], alto[T 6], violoncelle[T 7] et contrebasse[T 8], ainsi que la viole d'amour[T 9].
2. Instruments à cordes pincées : harpe[T 10], guitare[T 11] et mandoline[T 12].
3. Instruments à claviers : piano[T 13].

Parmi les instruments à vent, Berlioz considère trois grandes catégories :
1. Instruments à anche double : hautbois[T 14], cor anglais[T 15], basson[T 16], contrebasson[T 17].
2. Instruments à anche simple : cor de basset[T 18], clarinettes[T 19] et clarinette basse[T 20].
3. Instruments sans anche : flûte[T 21], petite flûte (ou piccolo)[T 22] et flûte alto[T 23].

Les instruments de cuivre sont représentés par les cors naturels et les cors à pistons, les trompettes et les cornets à pistons, les trombones (alto, ténor et basse), le bugle (ou clairon), les ophicléides (alto, basse et contrebasse), le bombardon et le tuba.
La section consacrée aux instruments à percussion est divisée en deux grandes catégories :
1. Instruments à hauteurs déterminées : timbales[T 33], cloches[T 34], glockenspiel[T 35], harmonica de verre[T 36], cymbales antiques[T 36].
2. Instruments à hauteurs indéterminées : grosse caisse[T 37], cymbales[T 38], Tam-Tam[T 39], tambour de Basque[T 40], tambours militaires[T 40], triangle[T 41] et pavillon chinois[T 42].

Certains instruments, rarement employés, font l'objet de quelques notes marginales. Ainsi, le basson quinte, « diminutif du basson, écrit à la quinte au-dessous du son réel », est présenté comme « d'un excellent effet dans les musiques militaires ». Berlioz regrette « qu'on soit arrivé à les en exclure presque entièrement ».
En revanche, le serpent inspire au compositeur le commentaire suivant : « Le timbre essentiellement barbare de cet instrument eut convenu beaucoup mieux aux cérémonies du culte sanglant des druides qu'à celles de la religion catholique, où il figure toujours, monument monstrueux de l'inintelligence et de la grossièreté de sentiment et de goût qui, depuis un temps immémorial, dirigent dans nos temples l'application de l'art musical et du service divin ». Quant au basson russe, qui est « l'instrument grave de l'espèce du serpent », Berlioz recommande plutôt son remplacement par le bass-tuba « quand il sera plus connu ».
Un article spécifique est consacré à l'orgue, et Berlioz consacre une importante section du Traité aux voix : sopranos, altos, ténors, barytons et basses.

### Nouveaux instruments
Berlioz aborde ces instruments dans l'édition augmentée de 1855, parue aux éditions Henry Lemoine. Il s'agit donc d'« instruments développés après 1850 », les instruments de Sax en particulier : saxophones, saxhorns, saxotrombas et saxtubas. Le Traité accorde également une place aux instruments d'Alexandre : l'orgue d'Alexandre et le mélodium d'Alexandre, ainsi qu'au concertina et à l'octobasse.

### Nouvelle approche des instruments

#### Instruments à cordes
Henry Barraud souligne combien « l’article sur le violon fourmille de détails dont chacun peut faire son profit : diversité des effets obtenus par les coups d’archet, jeu sur la touche, sur le chevalet, à la pointe, au talon, trilles, doubles trilles, doubles cordes, limite des intervalles pouvant être joués en doubles cordes, unissons, nomenclature des accords les plus sonores, les plus faciles d’exécution, trémolos, trémolos brisés, « trémolos ondulés » produisant « une sorte de fluctuation, d’inquiétude et d’indécision », pizzicati ordinaires, pizzicati « à deux doigts plus le pouce » (l’archet déposé), « gammes descendantes pincées, en arrachant les doigts de la main gauche posée sur le manche avec des mélanges de coups d’archets », sons harmoniques naturels et artificiels, « accords harmoniques à trois parties au-dessus d’une quatrième partie de violon qui trille continuellement la note la moins aiguë » (cette trouvaille instrumentale figure dans le scherzo de la reine Mab) » de Roméo et Juliette :
Un dernier effet original mérite d'être cité : dans le « songe d'une nuit de Sabbat » de la Symphonie fantastique, les violons et altos jouent col legno. Berlioz évoque le passage en ces termes : « Dans un morceau symphonique où l’horrible se mêle au grotesque, on a employé le bois des archets pour frapper sur les cordes. L’usage de ce moyen bizarre doit être fort rare et parfaitement motivé ; il n’a d’ailleurs de résultats sensibles que dans un grand orchestre. La multitude d’archets tombant alors simultanément sur les cordes produit une sorte de pétillement qu’on remarquerait à peine si les violons étaient peu nombreux, tant est faible et courte la sonorité obtenue en pareil cas » :

#### Le piano dans l'orchestre
Berlioz est le premier compositeur à s'intéresser au piano comme à un instrument d’orchestre, dès 1831, dans le finale de Lélio ou le Retour à la vie. En 1941, Charles Koechlin regrettait encore « la force de l’usage, ou plutôt l’éternelle routine. On était habitué à l’idée d’opposer le piano à l’orchestre. […] Les exemples d’utilisation du piano, pour son timbre au milieu de l’orchestre, étaient rares. Berlioz n’en cite qu’un dans son Traité, et cet exemple (d’ailleurs très réussi) est de Berlioz lui-même ».
Au début de la « fantaisie sur la Tempête de Shakespeare », en effet, Berlioz emploie le piano « à quatre mains pour accompagner les voix. Les mains inférieures exécutent, de bas en haut, un arpège rapide en triolets, auquel répond, sur la seconde moitié de la mesure, un autre arpège à trois parties exécuté de haut en bas par une petite flûte, une grande flûte et une clarinette, sur lequel frémit un double trille en octaves des deux mains supérieures du piano. Aucun autre instrument connu ne produirait cette sorte de grésillement harmonieux que le piano peut rendre sans difficulté » :

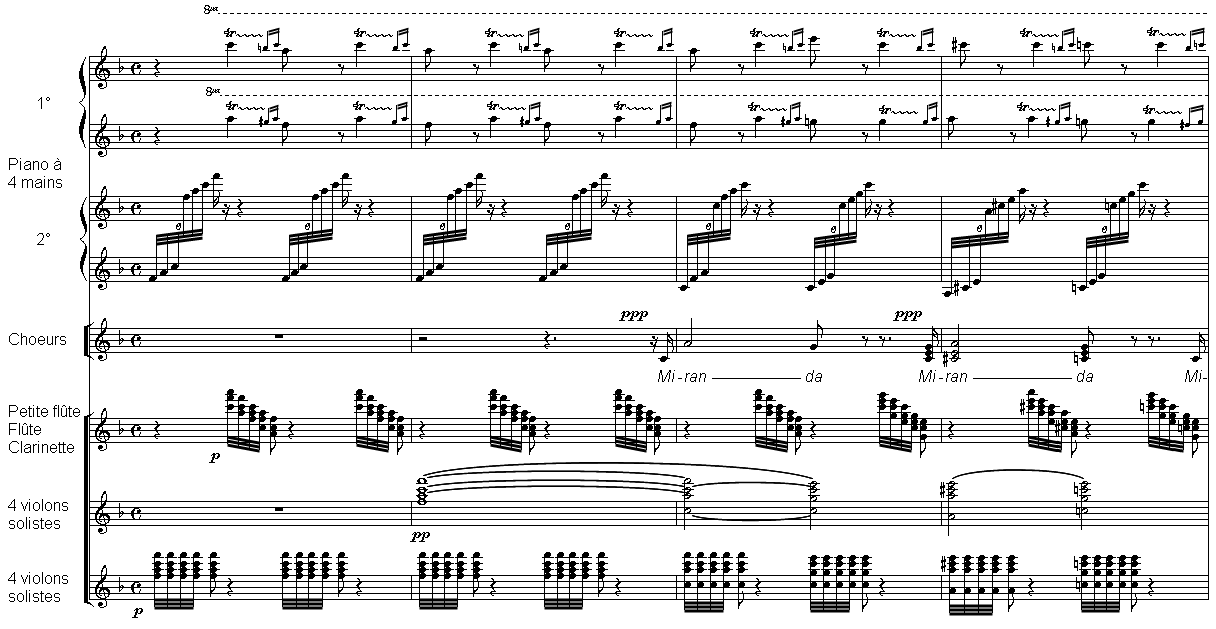
Premières mesures de la « fantaisie sur La Tempête » de Lélio.

Dans cet exemple, il convient également d'observer que l'orchestre de Berlioz se limite à douze instruments, tous solistes pour accompagner les chœurs, formant une « trame infiniment légère ». Henry Barraud juge ce passage « ravissant, très berliozien, comme le confirmeront certaines pages de la Damnation de Faust ».

## Orchestration

### L'orchestre
« L’orchestre peut être considéré comme un grand instrument capable de faire entendre à la fois ou successivement une multitude de sons de diverses natures, et dont la puissance est médiocre ou colossale, selon qu’il réunit la totalité ou une partie seulement des moyens d’exécution dont dispose la musique moderne, selon que ces moyens sont bien ou mal choisis et placés dans des conditions d'acoustique plus ou moins favorables. »

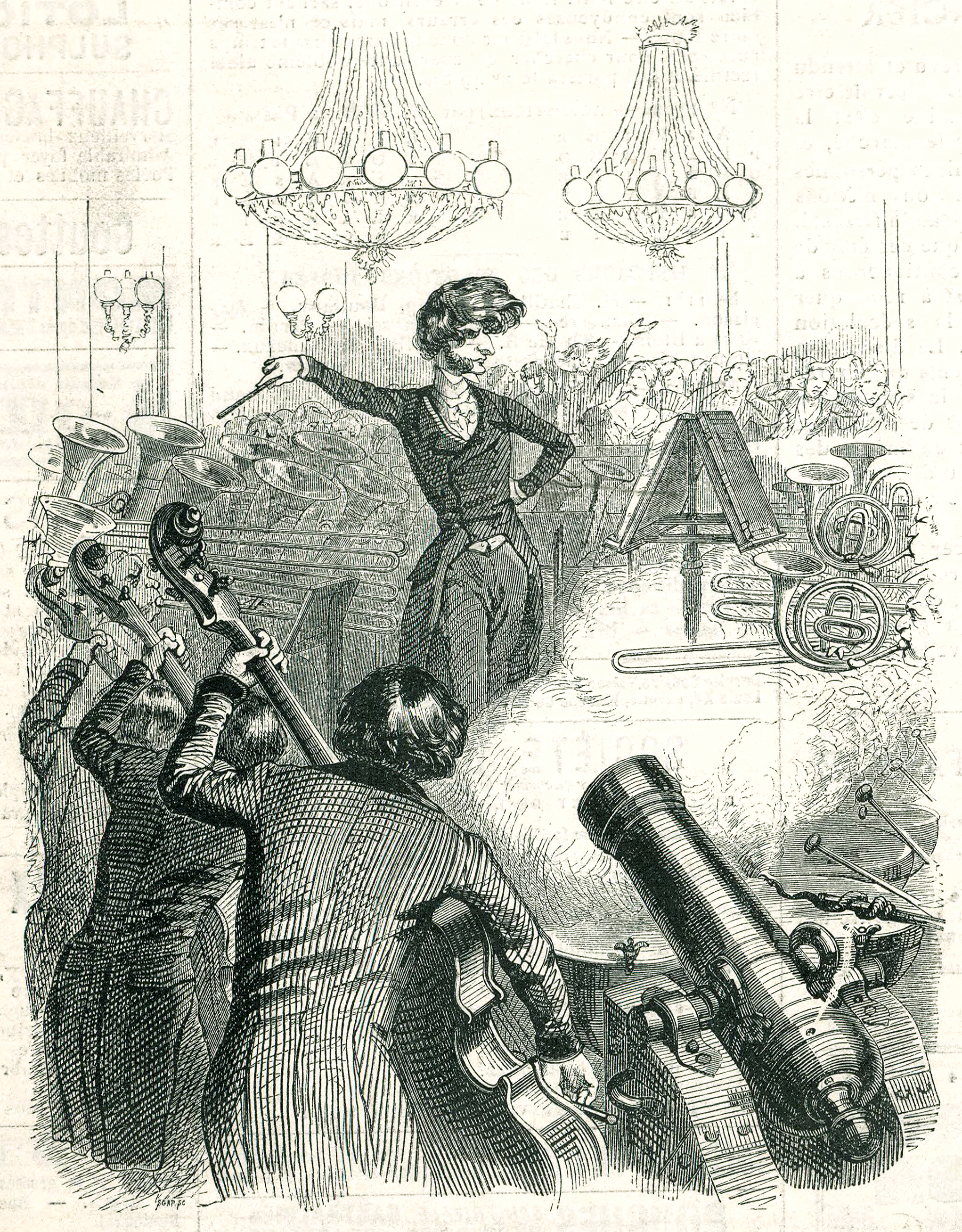
Caricature de Berlioz par Grandville.
Lorsque paraît le Grand traité d'instrumentation et d'orchestration modernes, la réputation de Berlioz comme rénovateur de l'orchestre symphonique est déjà bien établie, après la création du Requiem en 1837, et celle de Roméo et Juliette en 1839.

Dans cette section, Berlioz s'exprime uniquement en termes de « sons ». Montrant un intérêt, particulièrement original à son époque, pour les récentes découvertes dans le domaine acoustique, doublé d'une solide expérience personnelle de compositeur et de chef d'orchestre, il expose des principes forts et pratiques :
1. « La musique en plein air n'existe pas. […] Un orchestre de mille instruments à vent, un chœur de deux mille voix placés dans une plaine, n'auront pas la vingtième partie de l'action musicale d'un orchestre ordinaire de quatre-vingts musiciens, et d'un chœur de cent voix bien disposés dans la salle du Conservatoire[T 56]. »
2. « La meilleure manière de disposer les exécutants, dans une salle dont les dimensions sont proportionnées à leur nombre, est de les élever les uns au-dessus des autres par une série de gradins, combinés de telle sorte que chaque rang puisse envoyer ses sons à l’auditeur sans aucun obstacle intermédiaire[T 56]. »
3. Berlioz insiste sur « l'importance des divers points de départ des sons. Certaines parties d'un orchestre sont destinées par le compositeur à s'interroger et à se répondre, or cette intention ne devient manifeste et belle que si les groupes entre lesquels le dialogue est établi sont suffisamment éloignés les uns des autres. Le compositeur doit donc, dans sa partition, indiquer pour eux la disposition qu'il juge convenable[T 57]. »
4. Berlioz défend une conception personnelle de l'orchestre symphonique : « Le préjugé vulgaire appelle bruyants les grands orchestres. S’ils sont bien composés, bien exercés et bien dirigés, et s’ils exécutent de la vraie musique, c’est puissants qu’il faut dire. Certes, rien n’est plus dissemblable que le sens de ces deux expressions. Un petit mesquin orchestre de vaudeville peut être bruyant, quand une grande masse de musiciens convenablement employée sera d’une douceur extrême, et produira, même dans ses violents éclats, les sons les plus beaux. Trois trombones mal placés paraîtront bruyants, insupportables, et l’instant d’après, dans la même salle, douze trombones étonneront le public par leur noble et puissante harmonie[T 58]. »

Berlioz revient, dans le « post-scriptum » de ses Mémoires, sur sa réputation de compositeur de « musique architecturale », et les malentendus qui en ont résulté pour lui : « On m'accorde sans contestations, en France comme ailleurs, la maestria dans l'art de l'instrumentation, surtout depuis que j'ai publié sur cette matière un traité didactique. Mais on me reproche d'abuser des instruments de Sax. On me reproche aussi l'excès du bruit, l'amour de la grosse caisse, que j'ai fait entendre seulement dans un petit nombre de morceaux où son emploi est motivé ». Le compositeur résumait cette attitude avec l'anecdote suivante :

« Le prince de Metternich me dit un jour à Vienne :
— C'est vous, monsieur, qui composez de la musique pour cinq cents musiciens ?
Ce à quoi je répondis :
— Pas toujours, monseigneur, j'en fais quelquefois pour quatre cent cinquante. »

### Le Chef d'orchestre, théorie de son art
« La Musique paraît être le plus exigeant des arts, le plus difficile à cultiver, et celui dont les productions sont le plus rarement présentées dans les conditions qui permettent d'en apprécier la valeur réelle, d'en voir clairement la physionomie, d'en découvrir le sens intime et le véritable caractère. De tous les artistes producteurs, le compositeur est à peu près le seul, en effet, qui dépende d'une foule d'intermédiaires, placés entre le public et lui. »

Partant de cette observation, Berlioz commence la nouvelle section de son Traité par une mise au point : « On a souvent accusé les chanteurs d'être les plus dangereux de ces intermédiaires ; c'est à tort, je le crois. Le plus redoutable, à mon sens, c'est le chef d'orchestre. Un mauvais chanteur ne peut gâter que son propre rôle, le chef d'orchestre incapable ou malveillant ruine tout ».
Dans son ouvrage sur l'Histoire de la direction d'orchestre, Elliott W. Galkin considère la parution du Chef d'orchestre de Berlioz, en 1855, comme un événement de première importance, « la seule étude entreprise au XIXe siècle comprenant la technique et le style pour l'interprétation, et le premier ouvrage à traiter de la double responsabilité du chef d'orchestre : toujours à la recherche d'un équilibre entre l'émotion et la spontanéité, durant le concert, mais toujours respectueux de la partition et conscient d'être au service du compositeur ».
Tous les ouvrages précédemment publiés sur le sujet sont « réduits à néant devant cet ajout de seulement douze pages » au Traité de Berlioz, qui était alors considéré comme « le plus grand chef d'orchestre du monde, tant pour son expérience que par sa réputation de compositeur et sa virtuosité ».
Berlioz est le premier à proposer une méthode pour battre la mesure à cinq temps et la mesure à sept temps : « les mesures à cinq et à sept temps seront plus compréhensibles pour les exécutants si, au lieu de les dessiner par une série spéciale de gestes, on les traite, l'une comme un composé des mesures à trois et à deux, l'autre comme un composé des mesures à quatre et à trois ».

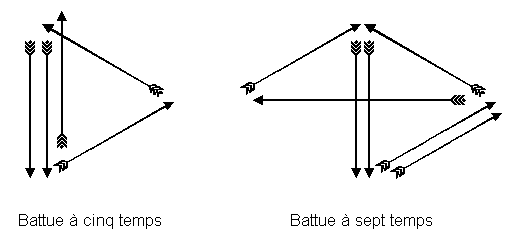
Indications de battue des mesures à cinq temps et à sept temps

Sans entrer dans les détails permettant de maîtriser les difficultés que présentent certaines partitions de Mozart, de Gluck et de Beethoven, l'accompagnement des récitatifs, la syncope et la polyrythmie, les grandes innovations proposées par Berlioz tiennent en trois points :
1. Le chef d'orchestre ne doit pas se contenter de battre la mesure : « Le chef d'orchestre doit voir et entendre, il doit être agile et vigoureux, connaître la composition, la nature et l'étendue des instruments […] », sans quoi il n'est plus « qu'un simple batteur de mesure, en supposant qu'il sache la battre et la diviser régulièrement[T 59] »,
2. Il doit avoir une connaissance parfaite de la partition, et en faire respecter les indications de mouvements, de nuances et d'expression. Pour cela, « le chef d'orchestre doit exiger que les musiciens qu'il dirige le regardent le plus souvent possible : pour un orchestre qui ne regarde pas le bâton conducteur, il n'y a pas de chef[T 61] »,
3. Il doit encore avoir le respect du public : « Un orchestre dont les instruments ne sont pas d'accord isolément et entre eux est une monstruosité. Le chef mettra donc le plus grand soin à ce que les musiciens s'accordent. Mais cette opération ne doit pas se faire devant le public. De plus, toute rumeur instrumentale et tout prélude pendant les entractes constituent une offense réelle faite aux auditeurs civilisés. On reconnaît la mauvaise éducation d'un orchestre, et sa médiocrité musicale, aux bruits importuns qu'il fait entendre pendant les moments de repos d'un opéra ou d'un concert[T 62] ».

Pour ce dernier point, Dominique Catteau s'interroge, dans son analyse du Traité : « Mesure-t-on à quel point les conseils de la prudence berliozienne sont journellement bafoués ? Pourtant, notre musicien n'exigeait que l'élémentaire, presque le préliminaire de la simple courtoisie ». Et d'ajouter combien « derrière cette jolie leçon de savoir-vivre, il y a bien plus encore : une véritable leçon de philosophie ».
Selon Elliott W. Galkin, « les concepts de Berlioz sur la direction d'orchestre, en tant qu'acte de communication — expression d'une sensibilité personnelle et transmission d'une tradition musicale authentique — annonçaient la compréhension actuelle des responsabilités du chef d'orchestre ».

## Analyse

### «Tout corps sonore…»

#### Premier principe de l'orchestration
La phrase liminaire du Traité d'instrumentation et d'orchestration a particulièrement retenu l'attention des musiciens du XXe siècle :

« Tout corps sonore mis en œuvre par le compositeur est un instrument de musique. »

Il convient de citer la phrase suivante, où Berlioz semble d'abord déduire (et réduire) l'orchestre symphonique d'un principe si absolu, si provocant et véritablement prophétique :

« De là la division suivante des moyens dont il dispose actuellement : instruments à cordes, instruments à vent, instruments à percussion. »

L'édition revue et augmentée du Traité, en 1855, et les encouragements répétés et soutenus du compositeur adressés à des facteurs d'instruments comme Adolphe Sax, dont il adopte immédiatement les instruments nouveaux dans ses partitions, montrent bien que Berlioz ne se contentait des instruments de musique existants que comme des moyens dont les compositeurs disposaient actuellement.
Selon le compositeur Claude Ballif, « voilà enfin un crédit illimité au choix de « l'instrument », puisque effectivement tout corps sonore utilisé aux fins d'une mise en œuvre certaine, d'un tout organisé, devient de lui-même un instrument de la musique ». S'il ajoute entre parenthèses « nous songeons à Varèse », un lecteur du XXIe siècle peut songer aussi bien à Xenakis ou Penderecki.
Edgard Varèse ne pouvait manquer de rendre un hommage enthousiaste à cette conception de l'orchestration comme exploration de la matière sonore : « Berlioz est le créateur de la symphonie dramatique et l'inventeur de l'orchestre moderne. S'il vivait aujourd'hui, il serait certainement un des premiers à déplorer la stagnation de la musique et à vouloir de nouveaux instruments et de nouveaux moyens sonores ».

#### Questions de tonalités
Le Traité d'instrumentation et d'orchestration de Berlioz est le premier ouvrage à établir des distinctions entre les tonalités possibles d'une œuvre symphonique, en considérant le degré de difficulté mais aussi le caractère résultant de leur réalisation par les instruments d'orchestre. Il s'agit, dès lors, d'harmoniser une pièce en fonction de son orchestration, et non d'orchestrer une pièce composée selon les règles de l'harmonie traditionnelle, au piano le plus souvent. Berlioz caractérise ainsi « le timbre des divers tons, pour le violon, en indiquant les plus ou moins grandes facilités d'exécution ».
C'est dans cet esprit qu'il choisit de transposer l'Invitation à la danse de Weber un demi-ton plus haut pour réaliser son orchestration, en 1841, faisant de la valse pour piano en ré bémol majeur (tonalité « difficile, et d'un caractère majestueux ») un rondo symphonique en ré majeur (« facile, gai, bruyant ») sous le titre l'Invitation à la valse.
Suzanne Demarquez estime que les « caractères » appliqués par Berlioz aux différentes tonalités « paraissent surtout caractéristiques de sa sensibilité propre, de son imagination débordante ». L’exemple n’en fut pas moins suivi par Charles Koechlin. Rimski-Korsakov et Alexandre Scriabine y ajoutèrent encore des équivalences synesthétiques entre tonalités et couleurs.

L'orchestre ne se réduisant pas aux seuls pupitres de cordes, les partitions de Berlioz s'aventurent souvent dans des tonalités qu'il jugeait lui-même « difficiles » pour les instruments à cordes, mais où les instruments à vent sont bien mis en valeur. Le Traité fournit un grand nombre de ces considérations pour chaque instrument. Ce souci du détail a conduit Romain Rolland à s'interroger : « Comment Berlioz est-il arrivé, presque du premier coup, à ce génie de l’orchestre ? » En effet, dès 1827, le compositeur âgé de 23 ans montrait un instinct quasiment infaillible pour l'écriture des différents instruments. Il en témoigne ainsi dans ses Mémoires : 

« Après avoir écrit le solo en ré bémol des trombones, dans l'introduction des Francs-Juges, je craignais qu'il ne présentât d'énormes difficultés d'exécution, et j'allai, fort inquiet, le montrer à un des trombonistes de l'Opéra. Celui-ci, en examinant la phrase, me rassura complètement : Le ton de ré bémol est, au contraire, un des plus favorables à cet instrument, me dit-il, et vous pouvez compter sur un grand effet pour votre passage. »

#### De la partition à l'audition: notes et sons
L'un des instruments auxquels le Traité porte le plus d'attention est le cor, que l'on désigne comme « cor naturel » depuis l'apparition du cor à pistons. Si Berlioz s'est intéressé à ce nouvel instrument, il défend les qualités propres à l'ancienne famille des cors. Le principal avantage apporté aux cors par l'apparition des pistons est la possibilité de faire sonner toutes les notes de la gamme chromatique de la même manière (ce que les musiciens nomment « notes ouvertes »), alors que les notes « ouvertes » du cor naturel sont réduites à la série des harmoniques du ton de chaque instrument (d'où les noms de cor en Si, cor en Ut, cor en Ré, etc.) Les autres notes sont « bouchées », ce qui modifie considérablement leur sonorité.
Cependant, Berlioz ne considère pas cette caractéristique comme un défaut. Il accorde également un intérêt certain aux trompes de chasse, « instruments peu musicaux, dont le son strident, tout en-dehors, ne ressemble point à la voix chaste et réservée des cors. En forçant d'une certaine manière l'émission de l'air dans le tube du cor, on arrive cependant à le faire ressembler à la trompe ; c'est ce que l'on appelle faire cuivrer les sons. Cela peut être quelquefois d'un excellent effet », comme dans ce passage d'une ouverture de Méhul, La Chasse du Jeune Henri (1797), « où plusieurs des traditionnelles sonneries pour trompe se trouvent insérées tout naturellement dans la partition » :

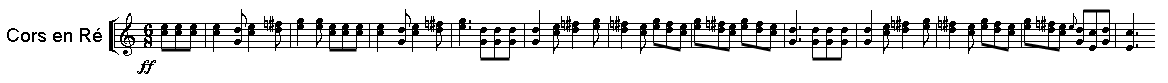
Cors naturels en Ré, dans La Chasse du Jeune Henri de Méhul. Les deux sonneries de trompe représentées sont L'Hallali sur pied et L'Hallali par terre.

L'un des problèmes posés par le cor naturel tient au caractère purement acoustique de l'instrument, dont le son 11 est « intermédiaire entre fa et fa », ce qui conduit Charles Koechlin à proposer la notation «  » pour cette note. Cependant, « cela s'arrange très bien ainsi, sans disparate, et la réussite atteinte par Méhul est certaine », malgré le manque de justesse des cors. Le Traité de Berlioz donne de nombreux exemples de notes et de traits « difficiles » pour différents instruments de l'orchestre pour les cors. Un article, paru dans Le Constitutionnel après la répétition générale de la Damnation de Faust, en 1846, rapporte que « Berlioz s'entendit reprocher par un corniste :

— Monsieur, vous avez marqué ici une note qui n'existe pas : c'est une espèce d'éternuement qui ne ressemble à rien, un bruit impossible !
— C'est précisément ce que j'ai voulu. »
Selon Gérard Condé, le choix des instruments naturels est justifié pour cette raison même, « et Berlioz, qui savait mieux que quiconque ce qu'il faisait, en tirait des couleurs qui seraient perdues sur les cors chromatiques si on les jouait toujours ouverts ».
Cette approche valorisant la sonorité plutôt que la « justesse » harmonique se retrouve dans l'œuvre de Varèse. Odile Vivier rappelle qu'aux États-Unis, à partir de 1918, « il fut quelque temps engagé comme vendeur de pianos et comme expert dans une fabrique d’instruments, où il apprit les ressources offertes par les mauvaises notes » dont il devait tirer parti pour composer Octandre (1923).

#### Vers l'intégration du «bruit» en musique
Il suffit de citer certains passages significatifs du Traité d'instrumentation et d'orchestration pour constater comment Berlioz entendait annexer le domaine encore inexploré du « bruit ». Claude Ballif relève les expressions nouvelles employées par Berlioz à propos du tambour : « accord de bruit et unisson de bruit qui révèlent un charme singulier… et même quelques vagues et secrètes harmonies, ». Ainsi, ses considérations sur les possibilités de la grosse caisse, dont il déplore l'abus pour soutenir des  d'orchestre lourdement écrits, ouvrent sur des perspectives inattendues :

« La grosse caisse est pourtant d’un admirable effet quand on l’emploie habilement. Elle peut en effet n’intervenir dans un morceau d’ensemble, au milieu d’un vaste orchestre, que pour redoubler peu à peu la force d’un grand rythme déjà établi, et graduellement renforcé par l’entrée successive des groupes d’instruments les plus sonores. Son intervention fait alors merveille ; le balancier de l’orchestre devient d’une puissance démesurée ; le bruit ainsi discipliné se transforme en musique. Les notes pianissimo de la grosse caisse unie aux cymbales dans un andante, et frappées à de longs intervalles, ont quelque chose de grandiose et de solennel. Le pianissimo de la grosse caisse seule, est au contraire, sombre et menaçant (si l’instrument est bien fait de grande dimension) comme un coup de canon lointain. »

Partant de cette notion de « bruit discipliné, transformé en musique », il n'y a qu'une nuance d'expression vers le « son organisé » que Varèse propose en remplacement du mot Musique, dans un article de 1940 intitulé Organized sound for sound film : « Comme le terme de « musique » semble s'être peu à peu restreint jusqu'à signifier beaucoup moins qu'il ne devrait, je préfère utiliser l'expression de « son organisé », évitant ainsi la question monotone : Mais est-ce de la musique ? »
Varèse reprend cette idée dans ses entretiens radiophoniques avec Georges Charbonnier, en 1955. Le compositeur rappelait à cette occasion combien le caractère « subjectif » du terme Musique avait entraîné des critiques négatives et péremptoires envers les artistes les plus innovants, dont Beethoven, Berlioz, Wagner et Debussy, jusqu'à des erreurs graves de jugement émanant même d'artistes aussi autorisés que Louis Spohr ou Carl Maria von Weber.

### La révolution acoustique
« Pionnier en matière d’orchestration, c’est pour les mêmes raisons que Berlioz fut l’un des tout premiers à s’intéresser aussi aux problèmes liés à l’émission des sons et aux conditions de leur propagation ». Dominique Catteau observe qu'« il ne suffit plus de coucher tant bien que mal la musique sur la partition, il faut encore la faire vibrer ». Dans un article consacré à la conquête de l'espace sonore par Berlioz, Jean-Michel Hasler souligne combien « les problèmes acoustiques ne retiennent son intérêt que dans la mesure où ils sont posés de façon concrète, où ils sont utiles à la réalisation d'un effet. En effectuant à sa manière une sorte de fusion de la science et de l’art, Berlioz tient toujours compte des réactions de l'homme aux phénomènes qu'il étudie ».

#### Second principe de l'orchestration
« Depuis toujours, la musique est l'art du temps par excellence. Avec Berlioz, elle est devenue aussi art de l’espace. Ou plutôt Berlioz a compris l'un des tout premiers que si le son a besoin de la durée pour être émis, tenu et tu, il a tout autant besoin de la distance pour se répandre alentour ».

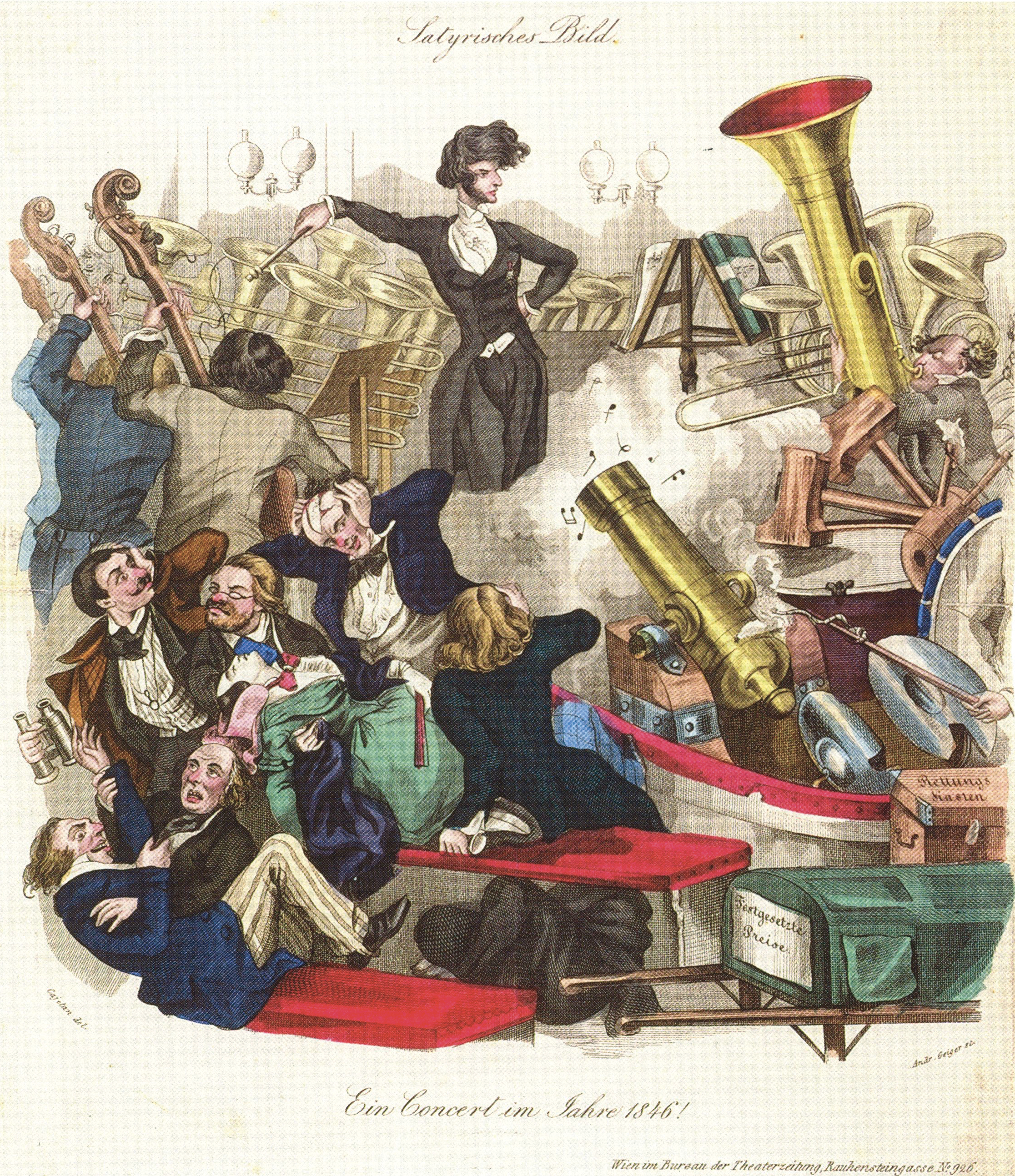
« Un concert en 1846 », caricature d'Andreas Geigner.
Au-delà de l'influence évidente de la caricature de Grandville, on observe que la réputation « fracassante » de Berlioz s'étend désormais à toute l'Europe centrale, et jusqu'en Russie.

Dominique Catteau exprime la pensée de Berlioz de cette manière : 

« Rien ne doit jamais faire obstacle à l'émission et à la propagation des sons. »

Considérant que « tout est justifié par ce seul principe, constant et inébranlable : tous [les sons] doivent se propager librement, sans aucun écran — l’orchestre peut être invisible, mais il doit rester directement audible », les concepts développés par Berlioz peuvent être analysés selon une « relation triple » entre l’orchestre (c'est-à-dire les effectifs et la répartition des instruments), le public (considéré en termes d'individus sensibles placés au sein d'une assemblée) et l’espace acoustique (intermédiaire).
En effet, l'intérêt du Traité de Berlioz ne se limite pas aux questions relatives aux seuls instruments de l'orchestre : le compositeur met en valeur « la place relative des musiciens entre eux et le plan général de la salle de concert. La localisation des musiciens au sein de l’orchestre, et autour de l’orchestre, ne peut plus apparaître comme une question accessoire pour le concert. Leur disposition relative fait presque partie de la partition ».
Et puisque « le même orchestre, interprétant la même symphonie dans des lieux différents, atteindra parfois des effets eux aussi très différents, [puisqu']il n'y a pas de musique abstraite de ses conditions d’exécution, c’est confirmer encore que, dans la seule partition, la musique est morte ». Berlioz propose plusieurs solutions pratiques, dont il avait fait l'expérience. Il reconnaît volontiers qu'« il est impossible d’indiquer d’une manière absolue le meilleur groupement du personnel des exécutants dans un théâtre ou dans une salle de concerts, la forme et l’arrangement de l’intérieur des salles influant nécessairement sur les déterminations à prendre en pareil cas ».
Si l'auteur du Requiem passe pour un compositeur de « musique architecturale », cette expression doit s'entendre au sens propre comme au sens figuré. Le Traité aborde des problématiques qui ne seront pas résolues par des musiciens seulement, mais par des architectes. Dominique Catteau évoque un précédent, en la personne de Claude-Nicolas Ledoux « qui, le premier, eut l’idée de construire la salle en gradins en hémicycle et de rendre l’orchestre invisible sous l’avant-scène », mais l'une des « réponses » les plus remarquables apportées aux recherches de Berlioz fut la réalisation du Poème électronique de Varèse composé pour le pavillon Philips de l'Exposition universelle de 1958, en collaboration étroite avec Le Corbusier et Iannis Xenakis, ce dernier étant compositeur et architecte.
Même la question des matériaux employés pour une salle de concert est à considérer : « Si l’on est dans une église, il faudra éviter les retentissements trop durs en tendant des draperies devant les parois de pierre. La pierre nue, le béton et le verre sont les ennemis jurés du son, car leur dureté les fait exagérément vibrer. En revanche, le bois se révèle le matériau le plus musical : il peut résonner sans miroiter et ainsi permet d’amplifier la chaude vibration, il augmente la puissance des cordes et atténue l’âpreté des cuivres ».
La réputation de Berlioz « composant pour cinq cents musiciens » se trouve donc singulièrement réévaluée, si l'on veut bien admettre que « les chiffres trahissent des réalités complexes. Le rapport du nombre des exécutants et de celui du public doit encore être mis en relation serrée avec la qualité acoustique de la salle ».

#### Direction d'orchestre(s), direction(s) du son

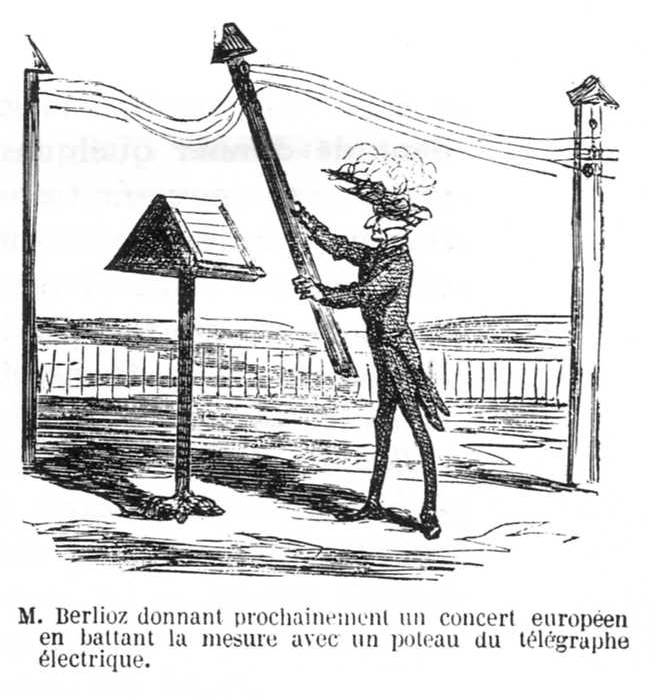
« M. Berlioz donnant prochainement un concert européen en battant la mesure avec un poteau du télégraphe électrique », caricature de Cham pour le Charivari (1855).

Pour toute acoustique donnée dans une salle de concert, il est possible d'obtenir des effets de perspectives en employant certains artifices qui modifient le timbre des instruments. Dans l’Enfance du Christ, qui ne fait appel qu'à un effectif de musique de chambre, Suzanne Demarquez note que « le chœur doit être caché derrière un rideau, nouvel effet d'opposition spatiale, pour lequel Berlioz utilise la récente invention d'un métronome électrique dont il était très fier ».
Dans Le Chef d'orchestre, théorie de son art, Berlioz décrit ce métronome dans ses moindres détails, ainsi que son fonctionnement. Son expérience de compositeur et de chef d'orchestre lui fait même apporter de nombreuses améliorations techniques au prototype dont il avait confié la réalisation à l'ingénieur bruxellois Joannes Verbrugghe,.
Dans un premier temps, Berlioz recommande la présence d'un « sous-chef d'orchestre » pour les chœurs placés à distance, ou tournant le dos au chef d'orchestre. Il y ajoute un principe de rétroaction, en considérant les deux sources sonores : « si l'orchestre accompagne ce groupe, le premier chef, qui entend la musique lointaine, est alors rigoureusement tenu de se laisser conduire par le second ».
Cette méthode de direction présente des difficultés dès que, « comme il arrive souvent dans la musique moderne, la sonorité du grand orchestre empêche le premier chef d'entendre ce qui s'exécute loin de lui ». Alors, « l'intervention d'un mécanisme spécial conducteur du rythme devient indispensable pour établir une communication instantanée entre lui et les exécutants éloignés ».
Joël-Marie Fauquet signale que, loin d'être une excentricité propre à susciter la raillerie des caricaturistes, « ce type de métronome — la seule contribution de Berlioz à la technologie musicale — est aussi une des premières applications de l'électricité à la musique », plus de vingt ans avant l'invention de l'ampoule électrique par Joseph Swan et Thomas Edison pour l'éclairage public.

#### Durées et distances

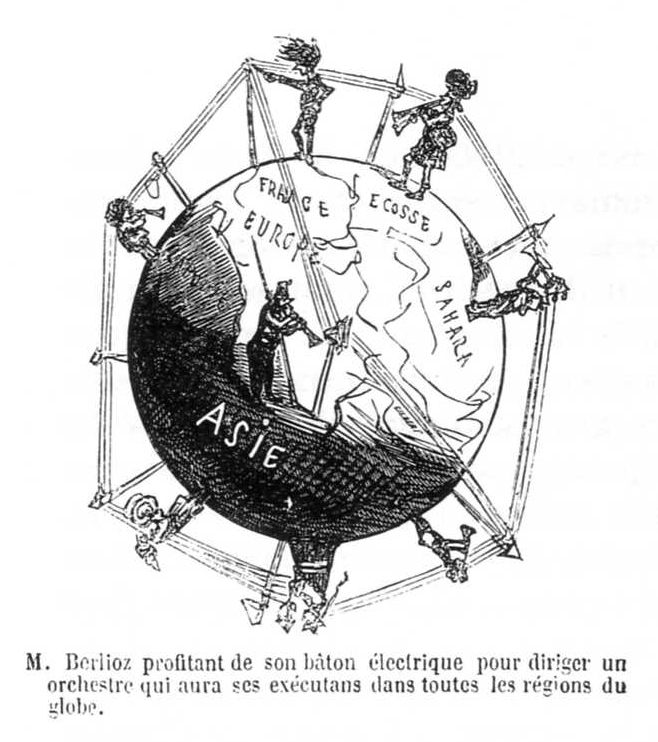
« M. Berlioz profitant de son bâton électrique pour diriger un orchestre qui aura ses exécutants dans toutes les régions du globe », autre caricature de Cham pour le Charivari (1855).

En rappelant que « succession et simultanéité (dans le temps) des sons ne sont pas séparables de la distance (dans l’espace) à laquelle on va les entendre », Dominique Catteau énonce « cette relation générale qui s’applique, identique, de deux manières inverses dans ses résultats : dans un lieu très vaste, deux sons émis simultanément à une distance suffisante l’un de l’autre paraîtront successifs à l’auditeur placé plus près d’une source que de l’autre. Dans le même rapport spatial, si l’on souhaite que les deux sons soient reçus ensemble par l’auditeur, il faudra les faire émettre successivement, le plus éloigné légèrement avant le plus proche ».

Si le Traité d'instrumentation et d'orchestration a entraîné une véritable « révolution acoustique » en musique, cet auteur y devine bien plus qu'un renversement copernicien : 

« Berlioz a devancé de presque un siècle les plus grandes découvertes de science fondamentale, en inventant sans le savoir explicitement le principe même de la Relativité. Le coup de génie d'Albert Einstein fut, sous l'accroissement intersidéral des distances connues, de découvrir une relation qu'à une échelle quotidienne on n'avait pas besoin de voir : les relations temporelles de succession et de simultanéité sont relatives à la position dans l'espace (ou à la vitesse de déplacement) de l'observateur. Einstein était musicien. Personne ne s'est avisé qu'il avait peut-être trouvé son idée géniale au cœur de la musique. Et depuis, tous les chefs d'orchestre chargés d'exécuter des œuvres de grande ampleur sont bien obligés de la connaître. »

Les Troyens présentent plusieurs situations permettant d'illustrer les deux aspects de ce principe acoustique. En visant à exprimer « un sentiment d'unanimité collective, pour faire bloc contre le personnage de Cassandre et l'orchestre dans la fosse », le finale du Ier acte est, selon Suzanne Demarquez, « l'occasion pour Berlioz de se lancer dans un de ces effets stéréophoniques qu'il affectionne particulièrement : trois orchestres de cuivres, plus les hautbois, « six ou huit harpes » et cymbales sont placés à différents points derrière la scène. Le métronome électrique permet au chef d'orchestre de régler les effets de lointain ».
Dès lors, à mesure que « les chœurs se rapprochent peu à peu, la musique fuse de tous côtés, l'effet d’espace est saisissant ». Benjamin Perl relève cet « effet quadriphonique donnant la sensation d'un cortège en mouvement, transmise à travers les moyens acoustiques, donc orchestraux », auxquels Gérard Condé ajoute une dimension dramatique : « musique de scène jubilatoire, orchestre de la fosse tragique », dont s'est souvenu Bizet pour la fin de Carmen, mais aussi bien Gustav Mahler pour le dernier mouvement de sa Deuxième symphonie,.
À l'opposé, la « Chasse royale et orage » du IVe acte présente des timbales frappant simultanément, derrière la scène et dans la fosse d'orchestre, ce qui entraîne un subtil décalage acoustique, du fait de points de départ différents dans l'espace, déstabilisant l'auditeur pris « au sein d'une superposition de rythmes exceptionnellement serrée » :
En effet, sur le théâtre, deux saxhorns jouent en 
, deux autres à 
, et les trombones à 
 trois motifs d'un dessin très clair, et qui ont d'abord été entendus séparément, tandis que, dans l'orchestre, le dessin chromatique des violons s'articule en 
, les bois et les cors donnent un rythme symétrique de mesure en mesure, et les cordes graves jouent un motif de trois noires répétées dans une mesure à quatre temps… La grosse caisse, une nuance plus douce que les timbales, toujours à contretemps, achève de créer l'instabilité dans ce morceau de bravoure de la direction d'orchestre, « confus et génial comme une esquisse de Delacroix » selon Albéric Magnard.

#### Le silence, espace-temps
Ces paramètres, une fois pris en compte, suffisent pour garantir l'exécution d'une œuvre musicale — à la condition que le compositeur ait d'abord considéré, au cœur même de sa musique, les qualités propres au silence. Pour cette raison, Henry Barraud considère le Te Deum comme « une œuvre d'accès difficile, […] d'autant plus qu'il présente un travail contrapuntique fouillé à l'extrême et d'autant plus magistral qu'établi en fonction d'une disposition où l'espace joue son rôle ».
En effet, « il y a quatre sources sonores à bonne distance les unes des autres : les deux chorales, l'orchestre et les grandes orgues : le public baigne dans un océan dont les courants s'entrecroisent autour et au-dessus de lui sans jamais se confondre ». Suzanne Demarquez relève également dans cette œuvre « une préoccupation de la distribution des forces dans un effet antiphonal, ou plutôt spatial, qui caractérisait déjà le Requiem et allait être la grande affaire des compositeurs (et des ingénieurs du son !) un siècle plus tard ».
Henry Barraud observe que cette disposition « n'est pas sans risque dans un grand vaisseau, le son ne faisant jamais que 333 mètres à la seconde. C'est d'ailleurs la conscience de ce risque qui fait que cette disposition est demeurée théorique. On a toujours placé l'orchestre et les chœurs sous la tribune de l'orgue ».
Cependant, lors de la création de l'œuvre à Saint-Eustache, la plus grande église de Paris, disposant de la plus grande tribune d'orgues de France, Berlioz dirigea lui-même l'immense ensemble vocal et orchestral en précisant que « si le chef n'a pas de métronome électrique pour se mettre en communication avec l'organiste, il devra placer dans la tribune de l'orgue un batteur de mesure, de façon que celui-ci voie les mouvements du chef d'orchestre et puisse, en les imitant exactement, les transmettre de près à l'organiste qui, sans cela, retardera toujours ».
Surtout, le compositeur a pris en compte ces considérations pour la mise en place de l'introduction, où des mesures silencieuses (avec point d'orgue) sont placées entre les accords alternant à l'orchestre et aux grandes orgues, dont les sonorités se propagent en sens inverse autour des auditeurs :

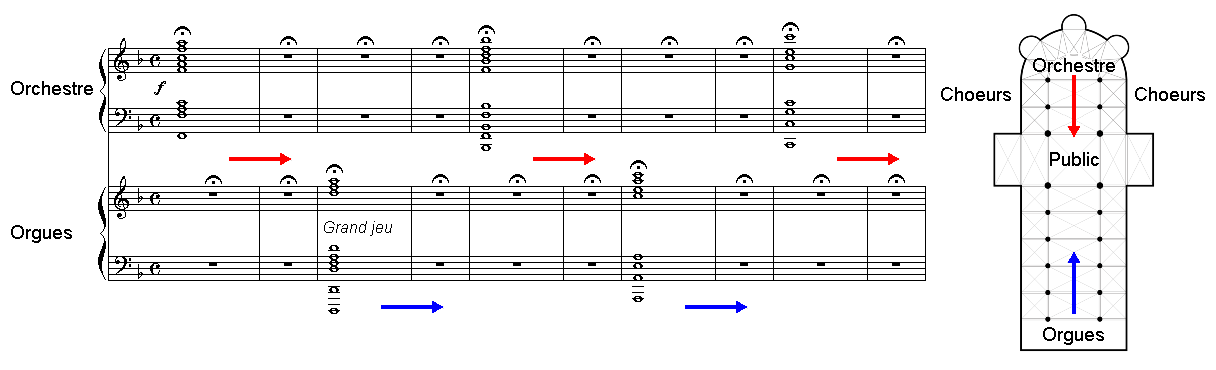
Représentation Espace-Temps des premières mesures du Te Deum.

Un autre compositeur n'aurait pas noté ces silences, travaillant au piano : ces mesures sont la transposition en musique de l'espace-temps nécessaire pour la résonance (dans le temps) et la réverbération (dans l'espace) des accords. De ce point de vue, selon Dominique Catteau, « le silence n'est plus qu'une invention musicale pour faire entendre successivement la sonorité positive des instruments choisis. Toute musique s'entend avec et par l'oreille : le silence peut être exprimé par l'instrumentation, et à la limite, il ne peut l'être que par elle ».
C'est dans ce contexte qu'il convient d'aborder le « célèbre passage pour flûtes et trombones du Requiem » — même si les trois « notes pédales », extrêmement graves, confiées aux trombones (si, la, sol) représentent déjà une nouveauté. Berlioz se souvient qu'« à la première répétition de cet ouvrage, sur les huit trombonistes qui devaient les faire entendre, cinq ou six s'écrièrent qu'elles n'étaient pas possibles. Les huit si, les huit la et les huit sol n'en sortirent pas moins très pleins et très justes, et donnés par plusieurs artistes qui, n'ayant jamais essayé de les faire entendre, ne croyaient pas à leur existence ».
L'intérêt de l'Hostias, où ces notes font leur apparition pour la première fois dans l'orchestre, est cependant d'une tout autre nature :

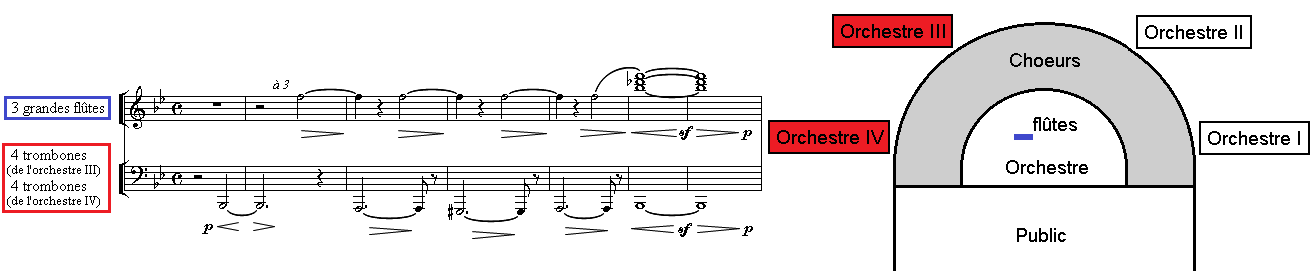
Représentation Espace-Temps des dernières mesures de l'Hostias du Requiem.

En effet, le compositeur considère que « le son des flûtes, séparé de celui des trombones par un intervalle immense, semble être ainsi la résonance harmonique suraiguë de ces pédales, dont le mouvement lent et la voix profonde ont pour but de redoubler la solennité des silences dont le chœur est entrecoupé ».
Dominique Catteau, dans son analyse, « plaint le chef d’orchestre en charge de l’exécution de ces six ou sept mesures : question littéralement sans réponse, comment diminuer encore un piano déjà diminué deux ou trois fois et jamais réaugmenté ? » La réalisation de ce passage lui paraît « presque impossible pour les musiciens, mais c’est ainsi : Berlioz leur demande de « redoubler la solennité du silence », exactement de faire entendre le silence ». Il s’agit donc d’un « exemple suprême d’instrumentation et d’orchestration : le trombone, bien utilisé, peut colorer de son timbre la réverbération du silence et de la souffrance. C’est très probablement l’effet le plus difficile à obtenir de toute l’histoire de la musique ».

## Postérité
Selon David Cairns, le Traité d'instrumentation et d'orchestration est « délibérément ambivalent. Il est tourné vers l'avenir et tout ce qui attend d'être fait ». Jean-Michel Hasler note également que, « partie de la réflexion théorique la plus générale sur la nature de la musique, du bruit, ne négligeant pas les grandes préoccupations acoustiques de son siècle — les gammes, les jeux de « mutation » de l’orgue, le diapason — sa pensée adopte un ton prophétique face aux problèmes pratiques : la musique de plein air, l'acoustique des salles, le pouvoir directionnel des instruments de musique, la répartition et l'équilibre des masses sonores ».
Dans son Anthologie de l'orchestration (Orchestration : an anthology of writings) publiée en 2006, Paul Mathews rend hommage au Traité d'instrumentation et d'orchestration dès les premiers mots de sa préface, la publication de l'ouvrage représentant, selon lui, une « ligne de partage des eaux » dans l'histoire de la musique classique occidentale.

### Accueil critique
Le Traité d'instrumentation et d'orchestration a connu un immense succès auprès des musiciens, des chefs d'orchestre et des compositeurs du XIXe siècle et du XXe siècle : traduit en anglais, en allemand, en espagnol et en italien du vivant de Berlioz, l'ouvrage est toujours « mondialement réputé », non sans avoir suscité certaines critiques et oppositions.

#### L'opinion de Wagner
Selon Romain Rolland, « que Berlioz ait été un créateur en ce domaine [l'orchestration], personne n'en doute. Et personne ne saurait contester son « habileté diabolique », comme dit dédaigneusement Wagner, qui ne devait pourtant pas être insensible à l'habileté, sa maîtrise de tout le matériel d'expression, sa domination de la matière sonore, qui fait de lui, indépendamment de toute pensée, une sorte de magicien de la musique, de roi des sons et des rythmes. Ce don lui est reconnu, même par ses ennemis ».

En effet, dans son ouvrage de 1851, Opéra et drame, Richard Wagner se montrait particulièrement malveillant, cherchant à réduire le génie de Berlioz à un « mécanisme dont les rouages sont d'une finesse infinie et d'une extrême rareté » : 

« Berlioz a éprouvé la puissance de ce mécanisme, et si nous tenons pour un bienfaiteur de l'humanité moderne l'inventeur du machinisme industriel de nos jours, nous devons honorer Berlioz comme le véritable rédempteur de notre monde musical ; car il a permis aux musiciens de porter à la plus merveilleuse puissance, par l’emploi infiniment varié de simples moyens mécaniques, tout le néant anti-artistique de la fabrication musicale.

Berlioz même, au début de sa carrière musicale, ne fut certainement pas séduit par la gloire de l'inventeur purement mécanique : en lui, vivait une force artistique effective, et cette force était d'une nature ardente, inquiète. Et c'est pour satisfaire à cette force qu'il fut poussé par tout ce qu’il y avait de malsain, d'anti-humain dans la tendance indiquée plus haut, jusqu'au point où il lui fallut, comme artiste, se perdre dans la mécanique et, comme visionnaire surnaturel, fantasque, se plonger dans le gouffre le plus avide du matérialisme ; et cela fait de lui — outre un exemple à ne pas suivre — un phénomène d’autant plus profondément déplorable, qu’il est dénué, aujourd'hui encore, d’aspirations vraiment artistiques, alors qu’il est enseveli sans ressources, sous le fatras de ses machines. »

#### Questions de style

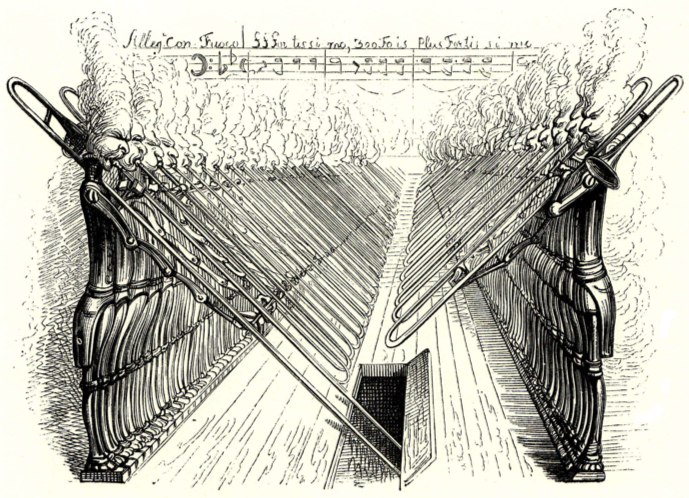
Caricature de Grandville, à propos de l'usage des trombones dans l'orchestre de Berlioz.

Si le Traité d'instrumentation et d'orchestration est conçu et présenté comme un ouvrage didactique, le style de l'auteur n'est guère universitaire. Berlioz prend souvent position pour déplorer l'abandon de certains instruments, le manque de pratique des étudiants du Conservatoire et le peu d'attention apportée aux perfectionnements techniques réalisés par des facteurs d'instruments comme Adolphe Sax. Il se laisse parfois emporter, dans son admiration pour les maîtres qu'il cite comme dans le mépris que lui inspirent la routine et le mauvais goût de certaines partitions.

La conclusion du passage consacré au trombone est révélatrice, à cet égard : 

« Mais le contraindre, ainsi que la foule des compositeurs le fait aujourd'hui, à hurler dans un credo des phrases brutales moins dignes du temple saint que de la taverne, à sonner comme pour l'entrée d'Alexandre à Babylone quand il ne s'agit que de la pirouette d'un danseur, à plaquer des accords de tonique et de dominante sous une chansonnette qu'une guitare suffirait à accompagner, à mêler sa voix olympienne à la mesquine mélodie d'un duo de vaudeville, au bruit frivole d'une contredanse, à préparer, dans les tutti d'un concerto, l'avènement triomphal d'un hautbois ou d'une flûte, c'est l'appauvrir, c'est dégrader une individualité magnifique ; c'est faire d'un héros un esclave et un bouffon ; c'est décolorer l'orchestre ; c'est rendre impuissante et inutile toute progression raisonnée des forces instrumentales ; c'est ruiner le passé, le présent et l'avenir de l'art ; c'est volontairement faire acte de vandalisme, ou prouver une absence de sentiment de l'expression qui approche de la stupidité. »

Berlioz verse également dans l'anecdote à propos de certains effets de sonorité, ce qui pouvait se justifier dans les feuilletons de la Revue et gazette musicale, où il s'agissait de divertir des lecteurs non musiciens, mais il les retient dans le texte définitif. Elles sont caractéristiques de l'époque romantique, comme ce témoignage de Grétry à propos d'un effet très nouveau des cors, à la fin d'un duo d'opéra de Méhul (Euphrosine ou le Tyran corrigé, de 1790) : « Encore sous l'impression de l'horrible cri des cors, Grétry répondit un jour à quelqu'un qui lui demandait son opinion sur ce foudroyant duo : C'est à ouvrir la voûte du théâtre avec le crâne des auditeurs ! »

Ces écarts de langage, critiques ou envolées, peuvent être appréciés à leur juste valeur si l'on considère, par exemple, le témoignage de Vincent d'Indy qui écrivait en 1909 : 

« Je me souviens de l'effet immense que j'ai ressenti, jeune, à la lecture des points d'exclamation de Berlioz dans son traité d'orchestration : les « quel poète ! », « oh Weber ! » et autres élans du cœur transportés sur les feuilles d'imprimerie ont plus fait pour me guider dans la carrière musicale que tous les préceptes didactiques. »

Encore étudiant dans la classe d'orchestration d'Albert Lavignac, d'Indy avait reçu de son oncle le Traité de Berlioz en 1867. Le futur maître de la Schola Cantorum l'avait lu et relu passionnément, et faisait remonter son goût pour l'écriture orchestrale à cette « révélation ».
Pour Suzanne Demarquez, « la nature d’artiste profondément et littérairement cultivé [de Berlioz] avait besoin d’un autre exutoire que le seul papier à musique pour s’exprimer. Et sa manière de s’exprimer en apprend autant à l’étudiant qui se penche sur le traité que les seules indications techniques tant l’invention, la coloration du style aident à comprendre et assimiler celles-ci ».

### Influence duTraité
Considéré comme un « bon guide pour la connaissance et l'emploi des ressources de l'orchestre » par François-Joseph Fétis en 1868, le Traité de Berlioz est devenu une « véritable bible pour les apprentis compositeurs, encore de nos jours », selon Henry Barraud en 1989. Il demeure une référence pour tous les musiciens d'orchestre, ayant posé « des principes immuables et définitifs, en laissant jouer le temps qui en modifie l'interprétation, selon les contingences propres aux époques qui en ont recueilli l'héritage ».

#### Influence didactique
En 1885, Gevaert publie un Nouveau traité d'instrumentation à Bruxelles. Cet ouvrage reprend le plan détaillé du Traité de Berlioz, en se limitant aux considérations techniques de chaque instrument ou famille d'instruments. Gevaert cite des partitions dont ses élèves pouvaient prendre connaissance au concert, et plus particulièrement à l'Opéra. Il évite ainsi de citer les ouvrages de Berlioz, mais il s'y trouve obligé au moment d'aborder les cymbales antiques.
Dès 1873, Rimski-Korsakov entreprend de noter ses propres Principes d'orchestration — achevés et publiés après sa mort, en 1912, par Maximilian Steinberg. Le compositeur russe ne cite que ses propres partitions. Selon lui, « c'est en vain qu'un Berlioz, un Gevaert s'efforcent de leur mieux d'alléguer des exemples tirés des œuvres de Gluck. L'idiome de ces exemples est trop ancien, étranger à notre oreille musicale d'aujourd'hui ; ils ne peuvent donc plus être utiles ».
En 1904, Richard Strauss ajoute un appendice au Traité, pour aborder la technique de certains instruments modernes. Romain Rolland considère ainsi, en 1908, que « les leçons du Traité de Berlioz n’ont pas été perdues pour M. Richard Strauss, qui vient de publier une édition allemande de cet ouvrage, et dont certains effets d’orchestre, des plus fameux, ne sont que la réalisation des idées de Berlioz ». Strauss « admirait profondément Berlioz, comme tempérament et comme artiste ». Sa traduction est donc un hommage à « son grand devancier, dont il s'est toujours reconnu le débiteur ». Cette nouvelle version est augmentée de quatre-vingt-quatre exemples musicaux tirés des œuvres de Liszt, Marschner, Verdi, Wagner, Debussy et Strauss lui-même.
En 1925, Widor publie une Technique de l'orchestre moderne, conçue comme un nouvel appendice rendant compte des progrès réalisés par les facteurs d'instruments comme par les musiciens d'orchestre au début du XXe siècle. De même, les « dispositions particulières de l'instrumentation » du Cours de composition de Vincent d'Indy, publié en 1933, reposent toujours sur la conception du timbre héritée du Traité de Berlioz.
En 1941, dans son Traité de l'orchestration, Charles Koechlin rend encore hommage à Berlioz, « ce magicien des sonorités (aussi bien des  que des ) », compositeur « toujours précurseur » dont il cite et commente de nombreux exemples.

#### Influence musicale
Selon Paul Dukas, « il faut tenir compte, et grandement, de l'influence de Berlioz. Sinon comme musicien, au moins comme créateur de l'orchestre moderne, son véritable et son seul instrument ». En effet, « c'est dans l'orchestre de Berlioz qu'il faut chercher […] cette loi nouvelle, inconnue aux classiques, qui veut que chaque idée particulière crée autour d'elle une atmosphère sonore qui lui soit propre ».
En Russie, les compositeurs du groupe des Cinq furent particulièrement marqués par les concepts développés dans le Traité d'instrumentation et d'orchestration. Henry Barraud rapporte une anecdote célèbre, et caractéristique : en 1881, le Traité de Berlioz était tout « ce à quoi se réduisait la fortune de Moussorgski quand il agonisait sur son lit d'hôpital ». Rimski-Korsakov, revenant sur ses années de formation musicale, reconnaissait que « pour ce qui est de l'orchestration, la lecture du Traité de Berlioz ainsi que de plusieurs partitions de Glinka me donna quelques notions limitées et éparses. Je n'avais aucune connaissance des cors et des trompettes, et je m'embrouillais entre les instruments naturels et chromatiques. Mais Balakirev lui-même ne connaissait pas ces instruments, n'en ayant pris connaissance que grâce à Berlioz ».
Le musicologue et compositeur Manfred Kelkel insiste sur le fait que, de Balakirev à Stravinsky et Prokofiev, de Tchaïkovski à Scriabine et Rachmaninov, « les compositeurs russes n'ont jamais manqué de souligner ce qu'ils devaient à la musique française et surtout au Traité d'instrumentation de Berlioz qui leur avait servi de modèle ».
En Allemagne, Leoš Janáček « n'étudia pas l'instrumentation au Conservatoire [de Leipzig], mais lisait la traduction en allemand du Traité d'orchestration de Berlioz durant son temps libre, en s'attachant particulièrement aux ressources des instruments à vent et à leur réalisation durant les répétitions de l'orchestre du Gewandhaus ».
En Norvège, Edvard Grieg « s'intéresse vivement à la musique française et à Berlioz dont il étudie assidûment le Traité et dont il connaît Benvenuto Cellini qu'il va voir à Leipzig : c'est un fin connaisseur de La Damnation de Faust, du Carnaval romain, des Tristia… »
Vers la même époque, Frederick Delius entreprenait la composition de sa Florida Suite en s'appuyant sur l'ouvrage de Berlioz. Le musicologue Robert Threlfall émet l'hypothèse que « Delius fit l'acquisition du Grand traité d'instrumentation et d'orchestration modernes alors qu'il résidait encore aux États-Unis. L'exemplaire conservé à la bibliothèque municipale de Jacksonville comporte, en effet, des annotations de la main du jeune compositeur anglais ».
Un demi-siècle plus tard, toujours aux États-Unis, le futur compositeur de musique de film Bernard Herrmann se passionna pour la lecture du Traité. Selon son biographe David Cooper, « bien que les exemples musicaux de Berlioz — tirés en grande partie de ses propres compositions et de celles de Beethoven, Gluck et Meyerbeer — aient dû paraître « datés » pour un jeune homme des années 1920, l'importance accordée aux timbres et à la couleur orchestrale exerça une profonde influence sur Herrmann ».
Selon Hugh Macdonald, spécialiste anglais de l'œuvre de Berlioz, « Bizet, Chabrier, Mahler, Elgar, Busoni, d'Indy, Debussy, Puccini et Strauss ont tiré profit du Traité d'instrumentation et d'orchestration. Zola s'en servit pour étudier la clarinette. Même Ravel, qui n'appréciait guère la musique de Berlioz, en possédait un exemplaire qui est toujours visible dans sa maison de Montfort-l'Amaury ».
L'influence du Traité de Berlioz s'étend jusqu'à des compositeurs autodidactes japonais, au XXe siècle. Dans un recueil d'analyses de ses propres œuvres, intitulé Confronting Silence selon sa traduction en anglais, Tōru Takemitsu reconnaît une dette personnelle envers une certaine « qualité française » visant à explorer « tous les aspects du son : Ce n'est pas un hasard si le premier traité d'orchestration, la première étude des couleurs orchestrales, a été écrit par Berlioz. Et Debussy était l'héritier naturel de cette tradition ».
Selon Hermann Hofer, « la France après la mort de Berlioz est le pays musical le plus riche qui soit en Europe, et ceci grâce à lui : c'est de lui que s'inspirent tous les compositeurs d'opéras de la fin du XIXe siècle, et qui connaissent leur Bible, le Traité, par cœur ». Dans ses Portraits et Souvenirs, Camille Saint-Saëns présente le Traité d'instrumentation et d'orchestration comme « une œuvre hautement paradoxale », attirant l'attention de ses contemporains sur le fait que « les grandes œuvres de Berlioz, à l'époque où parut l'ouvrage, étaient pour la plupart inédites ; on ne les exécutait nulle part. Ne s'avisa-t-il pas de citer comme exemples, pour ainsi dire à chaque page, des fragments de ces mêmes œuvres ! Que pouvaient-ils apprendre à des élèves qui n'avaient jamais l'occasion de les entendre ? »

Mais c'est pour ajouter aussitôt : 

« Eh bien ! il en est de ce traité de Berlioz comme de son instrumentation : avec toutes ces bizarreries, il est merveilleux. C'est grâce à lui que toute ma génération s'est formée, et j'ose dire qu'elle a été bien formée. Il avait cette qualité inestimable d'enflammer l'imagination, de faire aimer l'art qu'il enseignait. Ce qu'il ne vous apprenait pas, il vous donnait la soif de l'apprendre, et l'on ne sait bien que ce qu'on a appris soi-même. Ces citations, en apparence inutiles, faisaient rêver ; c'était une porte ouverte sur un monde nouveau, la vue lointaine et captivante de l'avenir, de la terre promise. Une nomenclature plus exacte, avec des exemples sagement choisis, mais sèche et sans vie, eût-elle produit de meilleurs résultats ? Je ne le crois pas. On n'apprend pas l'art comme les mathématiques. »

#### Motivation personnelle

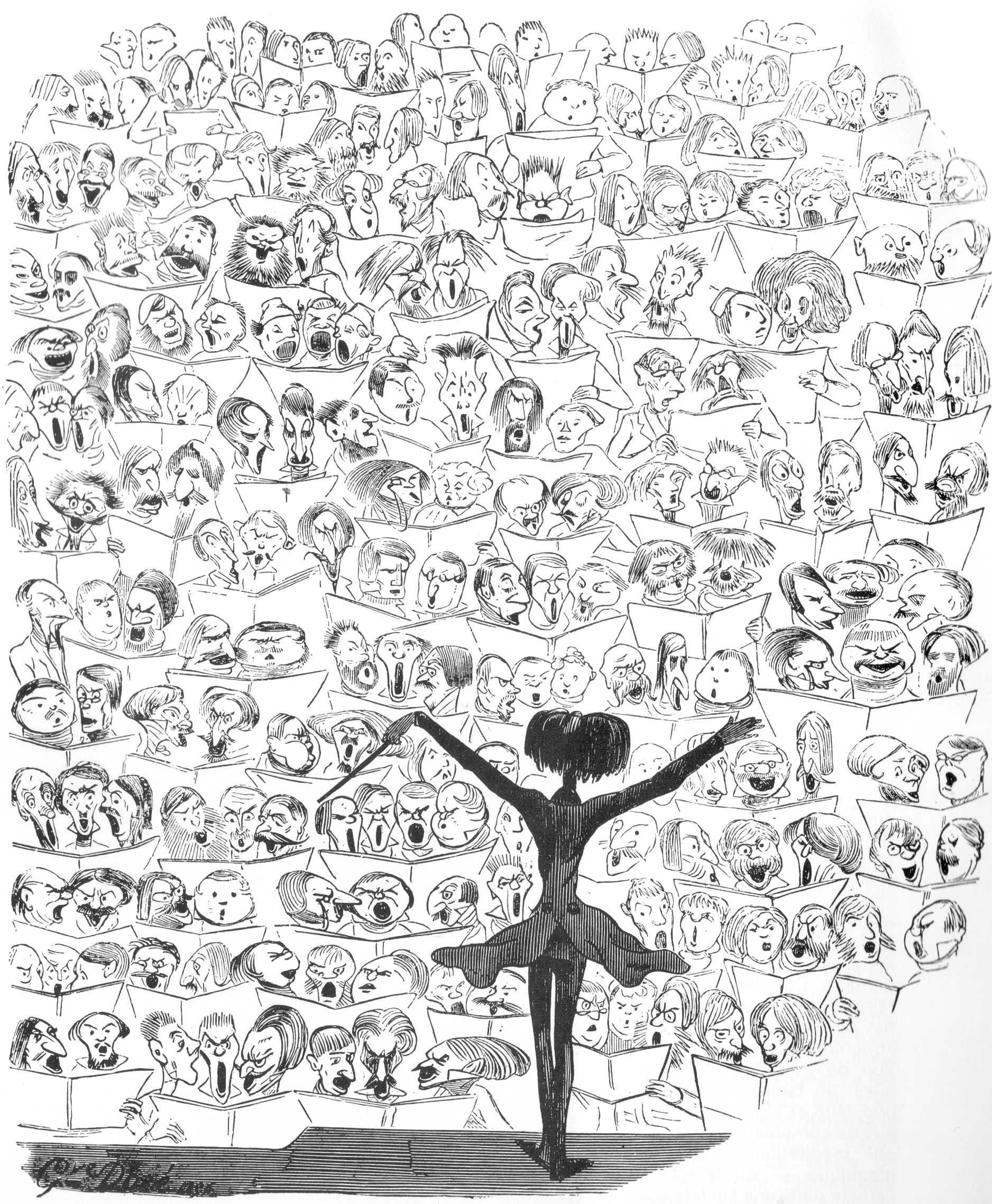
Caricature de Gustave Doré (1850), montrant Berlioz dirigeant un concert de ses œuvres avec chœurs.

Considérant le rôle du chœur dans l'orchestre, Berlioz constate, à propos des doubles chœurs : 

« On n'en abuse certainement pas aujourd'hui. Ils sont, pour nos musiciens expéditifs, compositeurs ou exécutants, trop longs à écrire et à apprendre. À la vérité, les anciens auteurs qui en faisaient le plus fréquent usage ne composaient ordinairement que deux chœurs dialogués, à quatre parties ; les chœurs à huit parties réelles continues sont assez rares, même dans leurs œuvres. Il y a des compositions à trois chœurs. Quand l'idée qu'elles ont à rendre est digne d'un si magnifique vêtement, de telles masses de voix, ainsi divisées en douze, ou au moins en neuf parties réelles, produisent de ces impressions dont le souvenir est ineffaçable, et qui font de la grande musique d'ensemble le plus puissant des arts. »

De telles considérations peuvent expliquer pourquoi Berlioz s'attacha dès 1849 à la composition de son Te Deum monumental, avec deux chœurs à huit parties réelles et un chœur d'enfants. Il ne s'agissait pas de répondre à une commande officielle, et « ni le prince-président en 1851, ni l'empereur en 1852 ne s'avisèrent d'illustrer les étapes de leur ascension par l'exécution d'une [telle] œuvre », qui ne fut créée que lors de l'Exposition universelle de 1855.
Sur le plan des rythmes, Le Chef d'orchestre, théorie de son art ne fournit pas d'exemple de pièces pour orchestre à cinq temps ou à sept temps. Le compositeur en propose immédiatement les premiers modèles.
Dans l'Enfance du Christ, l'évocation cabalistique des devins devant le roi Hérode « mélange le flou d'un dessin de doubles croches obstinées et le mordant d'un élément plutôt rythmique que vraiment thématique, le tout scandé par une alternance de mesures à quatre temps et de mesures à trois temps… ce qui revient à une cadence régulière de sept temps, tout à fait étrangère au style classique ». Henry Barraud voit dans cette évocation, purement orchestrale, « une trouvaille si personnelle, si en avance sur son temps qu'on se demande comment elle n'a pas valu à Berlioz les coups d'étrivières de ses habituels censeurs ».
De même, dans le Ier acte des Troyens, toute la section centrale du Combat de ceste : pas de lutteurs est mesurée avec précision 
, mesure à cinq temps « très audacieuse pour l'époque », toujours selon Henry Barraud.
D'une manière plus immédiate, en rapprochant la composition de la Damnation de Faust de la parution du Traité d'instrumentation et d'orchestration, Gérard Condé estime que l'« on peut au moins supposer qu'elle en a bénéficié, car la virtuosité de la mise en œuvre éclate à chaque page ».

### Oppositions
Comme Berlioz l'avait prévu dans l'introduction de son ouvrage, tous les compositeurs du XIXe siècle et du XXe siècle ne furent pas également sensibles aux innovations qu'il proposait. Entre l'hostilité de Wagner et l'enthousiasme de Mahler ou de Varèse, les attitudes adoptées par certains grands musiciens méritent d'être citées.

#### Johannes Brahms
Gustav Mahler éprouvait pour la musique de Brahms « une admiration sincère, tout en conservant à son égard une attitude assez critique ». En privé, il reconnaissait que leurs personnalités n'allaient « pas très bien ensemble ». De son côté, Brahms n'admirait en Mahler que le chef d'orchestre, et non le compositeur.
Après avoir dirigé la Troisième symphonie du maître défunt, le 3 décembre 1899, Mahler déplorait encore « le manque d'éclat de son instrumentation… » Selon le témoignage de Natalie Bauer-Lechner, « Mahler affirmait que c'était uniquement par entêtement et par opposition à Wagner que Brahms s'était privé des avantages et des progrès de l'orchestration moderne » offerts par le Traité de Berlioz.

#### Jean Sibelius
Les rapports entre Mahler et Sibelius, « son seul rival vivant dans le domaine de la symphonie », sont connus grâce au témoignage du compositeur finlandais, après leur unique rencontre, le 1er novembre 1907 : dans leur intérêt commun pour le genre symphonique, leurs opinions étaient « juste à l'opposé ».
La création de sa Quatrième symphonie, le 3 avril 1911, fut pour Sibelius l'occasion d'une mise au point, témoignant de ses choix esthétiques : orchestre réduit, motifs mélodiques brefs, aucune polyphonie, structure tonale tendue jusqu'à ses limites extrêmes, « elle se révèle comme une protestation contre les compositions d'aujourd'hui. Rien, absolument rien qui évoque le cirque ! » — à l'opposé d'une œuvre brillamment orchestrée comme Petrouchka de Stravinsky, présenté la même année aux Ballets russes.
Cependant, travaillant à cette œuvre « d'allure austère, presque hermétique », le compositeur notait dans son journal, le 6 décembre 1910 : « C'est une affaire vitale que de se tenir comme un grand artiste face à un orchestre et au public, et de les presser jusqu'à leurs plus extrêmes limites. Mahler, Berlioz et d'autres… »

#### Nikolaï Rimski-Korsakov
Le 29 novembre 1907, peu de temps avant sa mort, Rimski-Korsakov notait dans son journal : « Glazounov m'a redit une idée qu'il avait déjà plusieurs fois exprimée : il s'efforce d'orchestrer ses œuvres de manière que l'orchestration en elle-même ne soit pas remarquée, mais qu'en sonnant comme un piano idéal sous les doigts d'un pianiste idéal elle rende clairement toutes ses intentions créatrices, et en ce sens il est un classique ».

Avec beaucoup de bon sens, le compositeur du Coq d'or s'interrogeait sur les conséquences de la révolution qu'avaient entraîné, à ses yeux, l'œuvre de Berlioz et son Traité : 

« Du temps de Haydn, Mozart, Beethoven en effet, exaltait-on leur orchestration ? Ils avaient bien sûr leur orchestration, mais elle servait à traduire leurs idées musicales. On a commencé à exalter l'orchestration avec Berlioz ; mais la musique qui est apparue depuis a pour but d'exprimer les idées orchestrales du compositeur. C'est le processus inverse. Est-il souhaitable ? »

#### Igor Stravinsky
Dans ses entretiens avec Robert Craft, Stravinsky considère l'instrumentation comme « un terme trompeur. Il laisse entendre que l'on commencerait par composer de la musique pour ensuite l'orchestrer. Cela peut être vrai, mais dans un cas bien précis : les seuls compositeurs qui sont également des orchestrateurs sont ceux qui écrivent de la musique pour piano qu'ils transcrivent ensuite pour l'orchestre ». 
Selon Stravinsky, Berlioz « était un grand novateur, et il pouvait se représenter mentalement chaque nouvel instrument qu'il utilisait ; qui plus est, il connaissait très bien la technique dudit instrument. Mais la musique qu'il devait orchestrer souffrait généralement d'une construction harmonique médiocre ». Le compositeur du Sacre du printemps jugeait qu'« en règle générale, lorsque l'instrumentation est la première chose que l'on remarque dans une œuvre, c'est plutôt mauvais signe ; d'ailleurs, les compositeurs chez qui on la remarque le plus (Berlioz, Rimski-Korsakov, Ravel) ne sont pas les plus grands ».

### Élargissement de l'espace sonore
Le renversement de perspective esthétique constaté par Rimski-Korsakov trouve sa réponse dans les propos que Varèse publia dans la revue Trend au moment de la création d'Ecuatorial, en 1934 : 

« Ce que nous appelons l'orchestration doit revenir à sa signification première : elle doit devenir une partie intégrante de la substance. Il s'ensuit que Rimski-Korsakov était un piètre orchestrateur, tandis que Brahms en était un bon. La composition elle-même doit être aussi de l'orchestration. Vous ne pouvez pas écrire une œuvre musicale et dire que vous allez l'orchestrer par la suite. »

François Decarsin observe précisément cette « équivalence de tous les paramètres de l'écriture » dans l'œuvre de Berlioz. Le dernier mouvement de la Symphonie fantastique « en tire les conséquences les plus radicales en légitimant, bien avant eux, les choix de Varèse et Debussy : la disjonction s'accomplit ainsi déjà entre l'instrumentation, qui s'applique à la réécriture d'un schéma préalable, et l'orchestration qui implique la pensée du timbre comme donnée première. On retrouve ici le Traité d'instrumentation et d'orchestration ».

#### Charles Ives et l'école américaine
Selon Claude Abromont et Eugène de Montalembert, les premiers exemples de « contrepoint libre » cités dans le Traité, extraits de la Symphonie fantastique ou de Roméo et Juliette, furent d'abord suivis par Gustav Mahler, dont la Troisième symphonie (1902) présente, dans son premier mouvement, « de mauvaises polyphonies, comme peuvent en produire des fanfares jouant simultanément sans s'écouter ». Cette démarche se retrouve chez Charles Ives, notamment dans le second mouvement de Three Places in New England (1914) et le troisième mouvement (« 4th of July ») de sa Holidays Symphony (1913).
Évoquant la « forme spatialisée » de ces dernières œuvres, Robert P. Morgan revient sur la continuité d'inspiration entre les trois compositeurs : « il est hors de doute que Charles Ives montrait de grandes affinités avec certains Européens, Berlioz en particulier, qui opéra un élargissement de l'espace sonore, et Mahler qui établit un équilibre entre musiques de style élevé et musiques de bas étage ».
Claude Ballif établit un lien direct entre les œuvres pour chœurs et orchestres de Berlioz composées vers 1855, peu après la parution du Chef d'orchestre, théorie de son art, et les partitions les plus ambitieuses de Charles Ives, comme la Quatrième symphonie (1916) qui requiert trois chefs d'orchestre. Les principes de composition et de direction déjà mis en œuvre dans l'apothéose de la Symphonie funèbre et triomphale (1840) apparaissent comme « une prémonition de certaines trouvailles » du compositeur américain. Berlioz revient sur cette expérience dans le Traité : 

« Dans un festival où douze cents exécutants se trouvaient réunis sous ma direction à Paris, je dus employer cinq directeurs de chœur placés tout autour de la masse vocale, et deux sous-chefs d'orchestre dont l'un dirigeait les instruments à vent et l'autre les instruments à percussion. »

Immédiatement après Charles Ives, l'un des plus éminents compositeurs de la « nouvelle école américaine » fut Henry Cowell, dont le traité rédigé en 1919, publié en 1930 et intitulé New Musical Resources (« Nouvelles ressources musicales »), expose de nouvelles techniques de jeu pour le piano : différentes possibilités de clusters, pizzicato, balayage et grattage des cordes de l'instrument.
Les perspectives acoustiques liées à ces nouveaux moyens d'expression le conduisirent à développer, avec l'ingénieur Léon Theremin, le rhythmicon ou « polyrythmophone », perfectionnement du telharmonium de Thaddeus Cahill, un instrument à clavier transposable capable de jouer des notes dans des périodes rythmiques proportionnelles à la série harmonique d'une fréquence fondamentale donnée. Selon le musicologue Jacques Barzun, spécialiste de l'œuvre de Berlioz aux États-Unis, l'invention de cet instrument s'inscrit dans la logique même du Traité d'instrumentation et d'orchestration, et « Berlioz aurait accueilli avec joie les instruments développés par Theremin et Cowell, qui produisent jusqu'à dix-sept rythmes simultanés ».
En marge des recherches électroacoustiques, l'emploi par Henry Cowell et Lou Harrison d'instruments asiatiques « représente une volonté d'étendre le domaine des combinaisons de timbres, dont Berlioz fut l'initiateur incontesté, et qui ne trouve aucun équivalent, du moins jusqu'à une époque récente, dans la musique asiatique ». Dans son ouvrage sur les Perspectives de la musique américaine depuis 1950, James R. Heintze considère que les recherches instrumentales de Lou Harrison (le « gamelan américain »), de Harry Partch et de John Cage (le piano préparé) s'inscrivent dans le prolongement des théories de Berlioz.

#### L'héritage d'Edgard Varèse

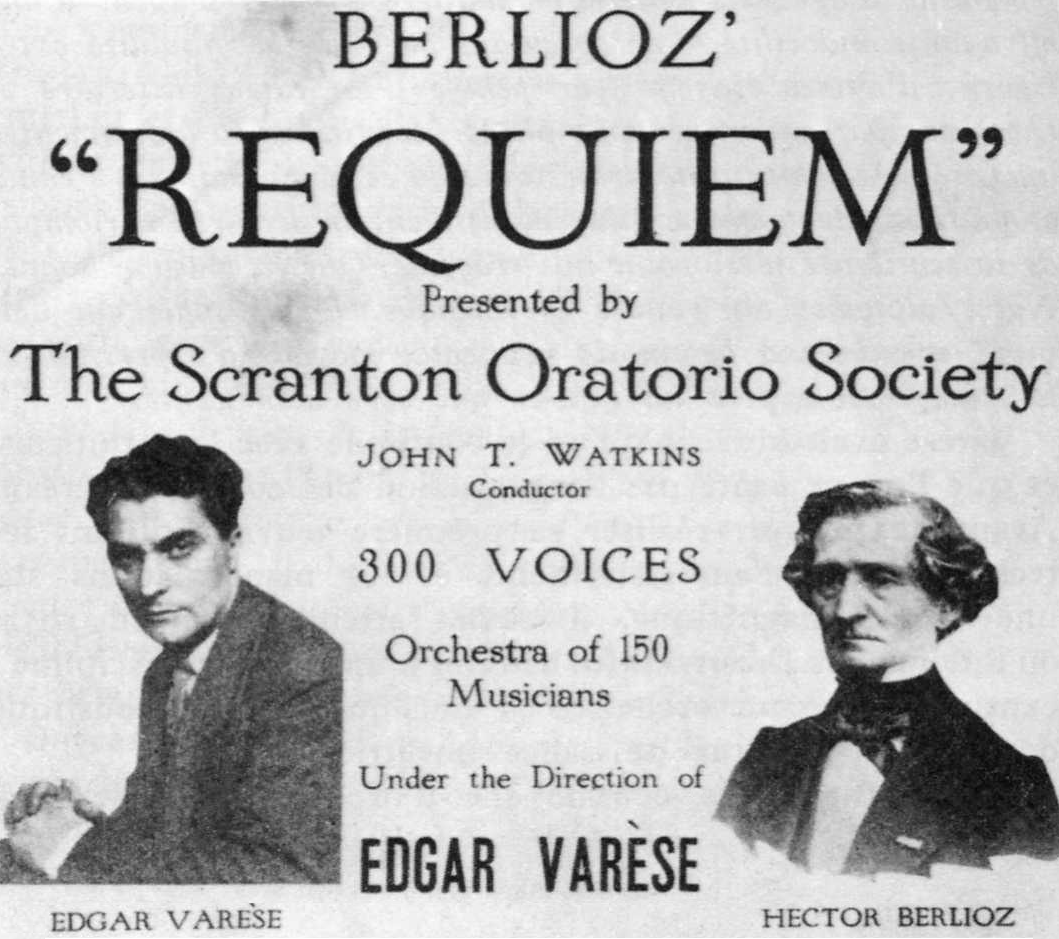
Affiche pour le concert du Requiem à New York, sous la direction de Varèse, le 1 avril 1917, « à la mémoire des morts de toutes les nations ».

Dans une lettre du 20 juillet 1936, Varèse écrivait à André Jolivet, qui venait de créer le groupe Jeune France avec Olivier Messiaen, Daniel-Lesur et Yves Baudrier : « Je suis heureux aussi que vous ayez placé votre groupe sous l'égide de Berlioz, qui hélas n'occupe pas encore en France la place à laquelle son génie lui donne droit ».
Gianfranco Vinay cite, dans un article consacré à Edgard Varèse, héritier de Berlioz au XXe siècle, les notes prises par Jolivet, où il est mentionné que « Varèse projeta un traité d'instrumentation, ou un additif à celui de Widor (continuation de celui de Berlioz). Nous tombions d'accord que, mieux encore, il devrait écrire un traité d'orchestration. S'il le réalise, ce livre sera le dernier de ce genre, bien que traité d'une façon nouvelle. Il représentera la somme complète de la connaissance (et de l'instinct) sur ce sujet ».
Pour les deux compositeurs, qui s'intéressaient de près aux progrès de la musique électronique, ce nouvel ouvrage devait aboutir à « la destruction même de l'orchestre actuel — ou de l'orchestre tel qu'il pourrait être actuellement — en offrant toutes les possibilités pour passer des instruments existants aux instruments électriques de l'avenir, puisqu'écrit en connaissance et application de tous les principes acoustiques ».
Ce traité ambitieux est « resté dans les limbes des projets inachevés où demeuraient les rêves utopiques de Varèse ». Gianfranco Vinay considère cependant que « les écrits et les œuvres de Varèse en disent suffisamment pour que nous puissions mettre au nombre des affinités électives entre Varèse et Berlioz un imaginaire musical fortement influencé par les sciences expérimentales ».

De fait, « ce dépassement de l'orchestre par l'électronique était inclus déjà dans les ambitions de Berlioz » selon Jean Roy, qui s'étonne de ce dialogue « à un siècle de distance » et d'entendre Berlioz « parler comme un véritable ingénieur du son. C'est sans doute là que réside une des raisons de l'actualité de ce romantique ».

#### Musique concrète ou école spectrale
Selon Jean-Jacques Nattiez, « le paramètre timbre, longtemps considéré comme secondaire, n'a été reconnu qu'à partir du Traité d'orchestration de Berlioz. Mais dans les années 1950, grâce aux travaux de Pierre Schaeffer, de Pierre Henry et des musiciens du « club d'essai » des studios de la Radiodiffusion-télévision française (RTF), le timbre se trouva placé au centre de la création musicale ».
Dans le prolongement du Traité de Berlioz, Pierre Schaeffer entreprit ainsi la composition d'un Traité des objets musicaux en 1966, qui ne dépassa pas le stade d'une présentation des techniques de la musique concrète et de la musique électroacoustique. En effet, le projet de réaliser un traité sur « l'organisation musicale des éléments sonores enregistrés ou synthétisés » resta lettre morte.
Dans ses Rencontres avec Antoine Goléa, Olivier Messiaen voyait encore en Berlioz « un extraordinaire précurseur, un visionnaire du son, de la couleur, de l’élargissement de la palette des timbres. Il y a dans Roméo et Juliette, dans la Symphonie fantastique, dans le Requiem, des passages qui n’ont plus rien à voir avec la musique du XIXe siècle : des passages qui sont déjà de la musique concrète… La véritable importance de Berlioz réside dans ses vues prophétiques d’une musique qui vit et croît sous nos yeux ».
Claude Abromont et Eugène de Montalembert ont considéré « une démarche encore plus radicale », qui devait donner naissance à la musique spectrale : « Plutôt que de faire une musique avec des sons, pourquoi ne pas pénétrer directement au cœur du son lui-même ? Manipuler les harmoniques d'un son, son enveloppe, son grain ou son évolution, ouvre une porte sur une syntaxe fondée directement sur le timbre ». Selon ces auteurs, « une soif de couleur irréductible à la logique polyphonique est à l'origine du premier facteur de renouveau. Berlioz, notamment, un des premiers grands orchestrateurs, tente souvent un travail direct sur la matière sonore ».
Ce rapprochement est confirmé par le témoignage du compositeur suisse Gérard Zinsstag, déclarant que « le phénomène catalyseur qui a donné naissance à la musique spectrale s'est produit à Darmstadt en juillet 1972 », lorsque György Ligeti « conseilla à Grisey de s'intéresser aux sons résultants et de lire avec vigilance les intuitions acoustiques du Traité de Berlioz ». Zinsstag fait ainsi remonter très loin dans le temps « la généalogie qui mène aux Espaces acoustiques » composés par Gérard Grisey de 1974 à 1985.
En 2016, Hermann Hofer relève l'influence de Berlioz sur les compositeurs français contemporains, élèves de Dutilleux, Messiaen et Ballif : « On les voit diriger ses œuvres, on les rencontre à La Côte-Saint-André, ils ont étudié son Traité d'instrumentation et d'orchestration ».

#### L'héritage de Harry Partch
L'un des éléments fondateurs du langage musical de Harry Partch est l'abandon du système tempéré au profit des gammes acoustiquement pures, dont il s'efforce de réaliser une synthèse cohérente : gamme pythagoricienne, gamme de Zarlino, etc. C'est ainsi qu'il s'inscrit dans le développement des recherches pour « l'exploration de la matière sonore » initiées par Berlioz, à une époque où Varèse rejetait le système dodécaphonique sériel : « En bon acousticien, il jugeait la théorie de Schönberg fausse au départ, car elle confond dièses et bémols ».
C'est par l'intermédiaire de Jacques Barzun que Partch s'intéressa directement aux travaux littéraires et théoriques de Berlioz, dès 1945. Particulièrement impressionné par le Non credo de l'auteur de la Symphonie fantastique, le compositeur américain trouvait dans le Traité comme dans les recueils d'articles publiés au XIXe siècle un esprit libre, une intégrité artistique et un humour teinté d’ironie où il se retrouvait pleinement.

Dans cet esprit, Partch inclut l'affirmation suivante dans les « définitions relevant de l’intonation » de son propre Traité d'instrumentation, intitulé Genesis of a Music (« Genèse d'une Musique ») en 1949 : 

« Note : une tache d’encre sur une feuille de papier qui représente un ton ; l’usage généralement admis d’utiliser le mot « note » pour indiquer un son musical, ou une intonation, n’est pas suivi dans cet ouvrage. »

Harry Partch reprend ainsi les termes du Traité de Berlioz et poursuit cette démarche en remontant à la source du problème posé : la composition musicale requiert une notation musicale précise, dépendant de la nature des instruments plutôt que du solfège — toujours assujetti au système tonal occidental. Ainsi, pour faire coïncider acoustique et harmonie, il faut construire des instruments adaptés à l'intonation juste.

## Perspectives
Il convient de laisser le « dernier mot » à l'auteur du Traité — précisément ceux par lesquels il conclut son ouvrage, pour évoquer les innombrables combinaisons possibles d'un orchestre idéal, tel qu'il l'imaginait — dans ce dernier paragraphe « qui est un petit chef-d'œuvre » : 

« Son repos serait majestueux comme le sommeil de l’océan ; ses agitations rappelleraient l’ouragan des tropiques ; ses explosions, les cris des volcans ; on y retrouverait les plaintes, les murmures, les bruits mystérieux des forêts vierges, les clameurs, les prières, les chants de triomphe ou de deuil d’un peuple à l’âme expansive, au cœur ardent, aux fougueuses passions ; son silence imposerait la crainte par sa solennité ; et les organisations les plus rebelles frémiraient à voir son crescendo grandir en rugissant, comme un immense et sublime incendie ! »

### Éditions modernes
- Hector Berlioz, Traité d'instrumentation et d'orchestration, Paris, Henry Lemoine, 1993 (1re éd. 1844), 312 p. (ISMN 979-0-2309-4518-9).
- Hector Berlioz et Joël-Marie Fauquet, De l'instrumentation, Paris, Le Castor astral, coll. « Les inattendus », 1994, 168 p. (ISBN 2-85920-227-7). Compilation des articles parus dans la Revue et gazette musicale de Paris de 1841 à 1842.
- (de) Richard Strauss, Instrumentationslehre, Leipzig, Éditions Peters, 1904, 90 p.Additions de l'édition allemande du Traité de Berlioz.
- (en) Hugh Macdonald, Berlioz's Orchestration Treatise : A Translation and Commentary, Cambridge, Cambridge University Press, 2002, 388 p. (ISBN 0-521-23953-2).
- (en) Dallas Kern Holoman, Treatise on Instrumentation (« Grand traité d'instrumentation et d'orchestration modernes »), Cassel, Bärenreiter, Karl Vötterle GmbH & Co, KG, 2003, 564 p. (ISBN 3-7618-1586-7)Édition des Œuvres complètes d'Hector Berlioz, pour le bicentenaire de la naissance du compositeur.
- Hector Berlioz, L'Art du chef d'orchestre, Paris, Hachette, coll. « Pluriel/Inédit », 1988, 98 p. (ISBN 2-01-008808-5), présenté et annoté par Georges Liébert.

### Ouvrages généraux
- Honoré de Balzac, Gambara (1837), Paris, Garnier Flammarion, 1981 (ISBN 978-2-080-70365-1) (Texte disponible sur wikisource)
- Hector Berlioz, Mémoires, Paris, Flammarion, coll. « Harmoniques », 1991 (ISBN 978-2-700-02102-8). , présentés par Pierre Citron.
- David Cairns, Hector Berlioz, Servitude et Grandeur, Paris, Fayard, 2002, 941 p. (ISBN 2-213-61250-1).
- Dominique Catteau, Hector Berlioz ou La philosophie artiste, t. 1, Paris, Publibook, 2001 (ISBN 2-748-32011-5).
- Georges Charbonnier, Entretiens avec Edgard Varèse (1955), suivis d'une étude de son œuvre par Harry Halbreich, Paris, Editions Pierre Belfond, 1970, 169 p..
- Pierre Citron, Cahiers Berlioz no 4, Calendrier Berlioz, La-Côte-Saint-André, Musée Hector Berlioz, 2000, 252 p. (ISSN 0243-3559).
- Robert Craft et Igor Stravinsky, Entretiens avec Igor Stravinsky, Paris, Allia, 2024, 190 p. (ISBN 979-10-304-1836-1).
- François Decarsin, La modernité en question : Deux siècles d'invention musicale 1781-1972, Paris, Éditions L'Harmattan, 2010 (ISBN 978-2-296-24081-0).
- Paul Dukas, Les écrits de Paul Dukas sur la musique, Paris, Société d'Éditions Françaises et Internationales (SEFI), coll. « Musique et musiciens », 1948, 696 p. avant-propos de Gustave Samazeuilh.
- Joël-Marie Fauquet, Catherine Massip et Cécile Reynaud, Berlioz : textes et contextes, Paris, Société française de musicologie, 2011, 326 p. (ISBN 978-2-853-57022-0).
- François-Joseph Fétis, Biographie universelle des musiciens et bibliographie générale de la musique, Paris, Firmin-Didot, 1866-1868 (Texte disponible : Biographie universelle des musiciens et bibliographie générale de la musique, mis en ligne le 15 octobre 2007)
- (en) Elliott W. Galkin, A History of Orchestral Conducting : In Theory and Practice, Pendragon Press, 1988 (ISBN 978-0-918-72847-0).
- François-Auguste Gevaert, Nouveau traité d'instrumentation, Paris-Bruxelles, Lemoine & Fils, 1885 (Texte disponible sur www.imslp.org)
- Antoine Goléa, Rencontres avec Olivier Messiaen, Paris, R. Julliard, 1961
- Antoine Goléa, La musique, de la nuit des temps aux aurores nouvelles, Paris, Alphonse Leduc et Cie, 1977, 954 p. (ISBN 2-85689-001-6).
- Michel Guiomar, Le Masque et le Fantasme : L'Imagination de la Matière sonore dans la Pensée musicale de Berlioz, Paris, José Corti, 1970, 447 p..
- (en) James R. Heintze, Perspectives on American Music Since 1950, Taylor & Francis, 1999 (ISBN 978-0-815-32144-6).
- Georges Kastner, Cours d'instrumentation considéré sous les rapports poëtiques et philosophiques de l'art à l'usage des jeunes compositeurs, Paris, Meissonnier et Heugel, 1840, 122 p. (Texte disponible sur gallica.fr)
- Charles Koechlin, Traité de l'orchestration, Paris, Éditions Max Eschig, 1954.
- Antonio Lai et Ivanka Stoianova, La couleur réfléchie : La couleur des timbres et sa fonction formatrice dans la musique du vingtième siècle, Paris, Éditions L'Harmattan, 2001 (ISBN 978-2-747-50028-9).
- (en) Paul Mathews, Orchestration : an anthology of writings, New York, Routledge, 2006, 230 p. (ISBN 0-415-97683-9).
- Jean-Jacques Nattiez, Le Combat de Chronos et d'Orphée, Oxford University Press, 2004 (ISBN 978-0-198-16610-8).
- (en) Harry Partch, Genesis of a Music, New York, Da Capo Press, 1974 (ISBN 978-0-306-80106-8).
- Camille Saint-Saëns, Portraits et Souvenirs, Paris, Société d'Édition Artistique, 1900 (Texte disponible sur wikisource)
- Anton Shindler, Histoire de la vie et de l'œuvre de Ludwig Van Beethoven, traduite de l'allemand et publiée par Albert Sowiński, Paris, Garnier frères, 1866 (Texte disponible : La vie et l'œuvre de Ludwig Van Beethoven, mis en ligne le 15 octobre 2007)
- (en) Nicolas Slonimsky, Lexicon of Musical Invective, New York, W.W. Norton & Company, 1953, réed. 2000 (ISBN 978-0-393-32009-1).
- Edgard Varèse et André Jolivet, Correspondance 1931-1965, suivie des Notes sur Varèse, Paris, Christine Jolivet, Contrechamps, 2002.
- Richard Wagner, Opéra et Drame, traduit par J. Prodhomme, Paris, 1851 (Texte disponible sur wikisource)
- Gérard Zinsstag, Le temps de l'écoute : Gérard Grisey, ou la beauté des ombres sonores, Paris, Editions L'Harmattan, 2004 (ISBN 978-2-296-35216-2).

### Articles
- Claude Abromont et Eugène de Montalembert, Guide des formes de la musique occidentale, Paris, Fayard, 2010 (ISBN 978-2-213-66328-9).
- Pierre Citron et Cécile Reynaud (éd.), Dictionnaire Berlioz, Paris, Fayard, 2003, 613 p. (ISBN 2-213-61528-4).
  - « Traité d'instrumentation et d'orchestration modernes, Grand », p. 559-562.
- Collectif, Berlioz, encore et pour toujours : Actes du cycle Hector Berlioz (Arras, 2015), Paris, Books on Demand, 2016, 216 p. (ISBN 978-2-8106-2860-5).
  - Hermann Hofer, « Continent Berlioz », p. 103-145.
- Collectif et Albert Richard (éd.), Hector Berlioz, Paris, La Revue musicale, 1956, 147 p..
  - Jean Roy, Berlioz vivant, p. 7–14.
- Gérard Condé, La Damnation de Faust, Paris, L'Avant-Scène Opéra, no 22, juillet 1979, réed. février 1995 (ISSN 0764-2873).
- Gérard Condé, Les Troyens, Paris, L'Avant-Scène Opéra, double no 128-129, 1er trimestre 1990 (ISSN 0764-2873).
- Fred Goldbeck, Défense et illustration de Berlioz, Paris, La Revue Musicale, no 267, janvier 1977.
- (en) Robert P. Morgan, An Ives Celebration, Papers & Panels of the Charles Ives Centennial Festival-Conference : Spatial form in Ives, Urbana, University of Illinois Press, H.Wiley Hitchcock and Vivian Perlis, 1977.
- Pierre-René Serna, Café Berlioz, Paris, Bleu nuit éditeur, 2019 (ISBN 978-2-35884-058-3).
« De l'instrumentation à l'orchestration : quand Berlioz réinvente l'orchestre », p. 21-28.
- Dom Angelico Surchamp, Hector Berlioz, Paris, Catalogue Zodiaque no 159, 1989 (ISSN 0044-4952).
- Christian Wasselin et Pierre-René Serna, Cahier Berlioz, no 77, Paris, L'Herne, 2003, 396 p. (ISBN 2-85197-090-9).
  - Jean-Michel Hasler, « À la conquête de l’espace sonore », p. 51-63.
  - Henry-Louis de La Grange, « Mahler et Berlioz : du roman musical au chant des sphères », p. 280-297.

### Monographies
- Claude Ballif, Berlioz, Paris, Seuil, coll. « Solfèges » (no 29), 1968, réed. 1990 (ISBN 2-020-00249-3).
- Henry Barraud, Hector Berlioz, Paris, Fayard, 1989 (ISBN 978-2-213-02415-8).
- (en) Jacques Barzun, Berlioz and the Romantic Century : The Art of Composition — The Treatise, vol. 1, Little, Brown & C°, 1950, 573 p., p. 432-469.
- Jean-Luc Caron, Jean Sibelius : la vie et l'œuvre, Paris, L'âge d'homme, 1987 (ISBN 978-2-825-10798-0).
- (en) David Cooper, Bernard Herrmann's Vertigo : a film score handbook, Greenwood Press, 2001 (ISBN 978-0-313-31490-2).
- Suzanne Demarquez, Hector Berlioz, Paris, Seghers, coll. « Musiciens de tous les temps », 1969.
- (en) Bob Gilmore, Harry Partch : A Biography, New York, Yale University Press, 1998 (ISBN 978-0-300-06521-3).
- (en) Mary Christison Huismann, Frederick Delius : A Research and Information Guide, Routledge, 2012 (ISBN 978-1-135-84897-2).
- Manfred Kelkel, Alexandre Scriabine : Un musicien à la recherche de l'absolu, Paris, Fayard, 1999, 412 p. (ISBN 2-213-60365-0).
- Edward Lockspeiser et Harry Halbreich, Debussy, sa vie et sa pensée, Paris, Fayard, 1962, réed. 1980 (ISBN 2-213-00921-X), traduit de l'anglais par Léo Dilé.
- Fernand Ouellette, Edgard Varèse, Paris, Seghers, 1966 (ISBN 2-267-00810-6).
- Élisabeth Pommiès, Vincent d'Indy, Biarritz, Séguier, coll. « Carré Musique », 2001, 196 p. (ISBN 2-840-49220-2).
- Nikolaï Rimski-Korsakov, Chronique de ma vie musicale, Paris, Fayard, 2008 (ISBN 978-2-213-63546-0), traduit, présenté et annoté par André Lischke.
- Romain Rolland, Sur Berlioz, Bruxelles, Éditions Complexes, 2003, 93 p. (ISBN 2-870-27977-9).
- (en) Nicolas Slonimsky, Perfect Pitch, New York, Oxford University Press, 1988 (ISBN 0-193-15155-3).
- (en) Tōru Takemitsu et Yoshiko Kakudo, Confronting Silence : Selected writings, New York, Scarecrow Press, 1995 (ISBN 978-0-914-91336-8), traduit du japonais par Glenn Glasow.
- Marc Vignal, Mahler, Paris, Seuil, coll. « Solfèges », 1966, réed. 1995 (ISBN 2-020-25671-1).
- Odile Vivier, Varèse, Paris, Seuil, coll. « solfèges » (no 34), 1987, 192 p. (ISBN 2-02-000254-X).
- (en) Mirka Zemanová, Janáček : A Composer's Life, UPNE, 2002 (ISBN 978-1-555-53549-0).